# Air France
Air France è la compagnia aerea di bandiera della Francia, nonché la principale compagnia aerea del paese, di proprietà del gruppo Air France-KLM; l'hub principale della compagnia è l'Aeroporto di Parigi Charles de Gaulle, l'Aeroporto di Parigi Orly è l'hub per i voli nazionali, inclusi i voli verso i territori d'oltremare francesi.
In passato di proprietà completamente pubblica, oggi è parzialmente privatizzata: a seguito dell'integrazione con KLM, la partecipazione dello Stato francese nell'azionariato di Air France avviene attraverso la capogruppo Air France-KLM, dove lo Stato francese detiene (al 2025) il 27,9% delle quote. Il business di Air France è suddiviso in tre settori: trasporto passeggeri, trasporto cargo, assistenza e manutenzione aeromobili.

## Storia

### Fondazione e primi anni

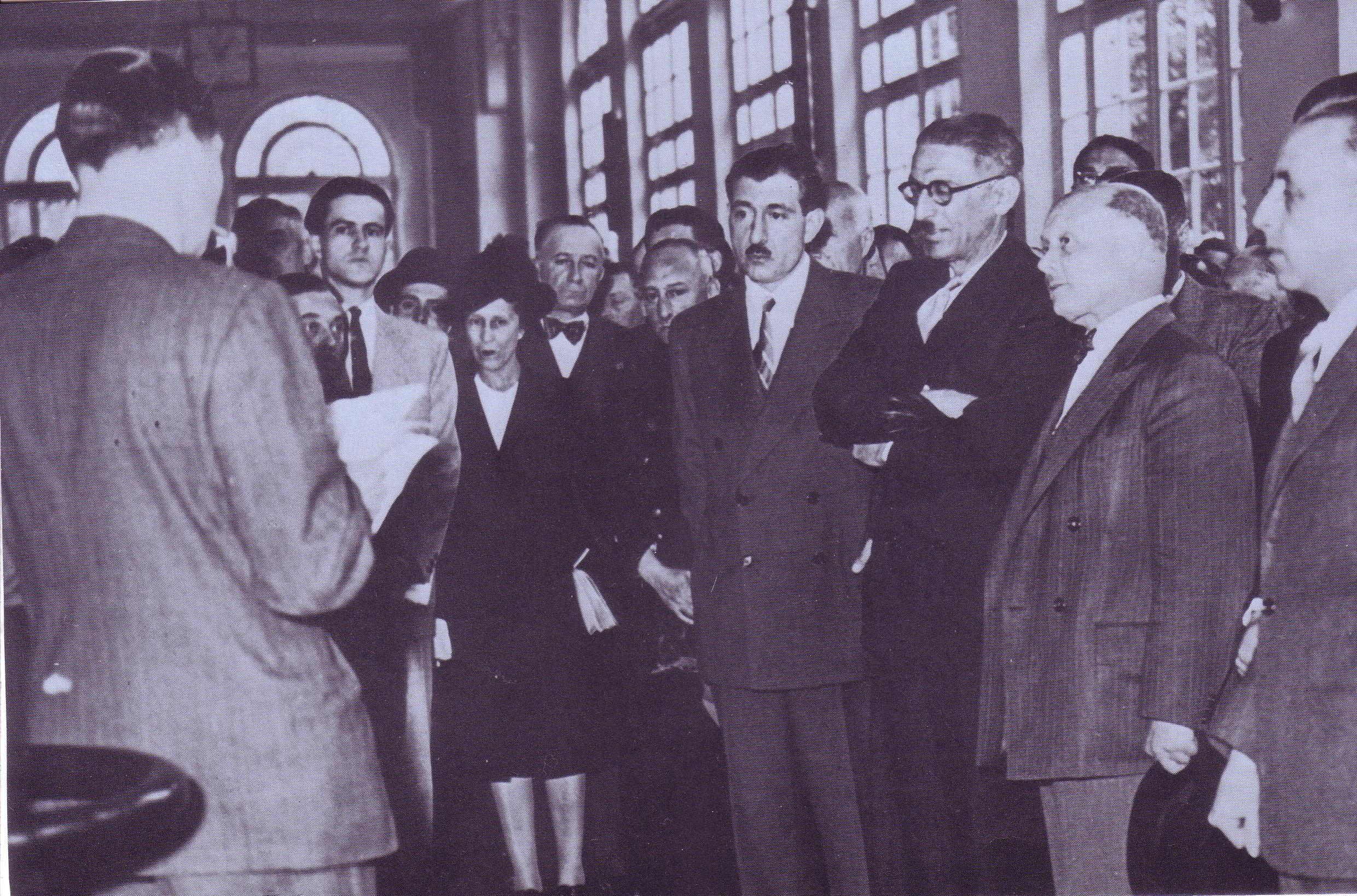
L'inaugurazione dell'Aérogare des Invalides il 21 agosto 1951.

Air France venne costituita il 7 ottobre 1933 da una fusione di Air Orient, Air Union, Compagnie Générale Aéropostale, Compagnie Internationale de Navigation Aérienne (CIDNA) e Société Générale des Transports Aériens (SGTA). Di queste compagnie aeree, SGTA è stata la prima compagnia aerea commerciale in Francia, essendo stata fondata come Lignes Aériennes Farman nel 1919. I membri costitutivi di Air France avevano già costruito ampie reti in tutta Europa, verso le colonie francesi in Nord Africa e oltre. Durante la seconda guerra mondiale, Air France trasferì le sue operazioni a Casablanca (Marocco).
Nel 1936, Air France aggiunse alla sua flotta velivoli bimotore Potez 62 di costruzione francese, dotati di una cabina a due compartimenti che poteva ospitare da 14 a 16 passeggeri. Monoplano ad ala alta, aveva una fusoliera in legno con rivestimento composito mentre le ali erano rivestite in tessuto con un bordo d'attacco in metallo. Dotati di motori a V Hispano-Suiza, venivano utilizzati su rotte in Europa, Sud America ed Estremo Oriente. Anche se volava a sole 175 miglia orarie, il Potez 62 era un cavallo di battaglia robusto e affidabile per l'Air France e rimase in servizio fino alla seconda guerra mondiale con uno utilizzato dalla Free French Air Force.

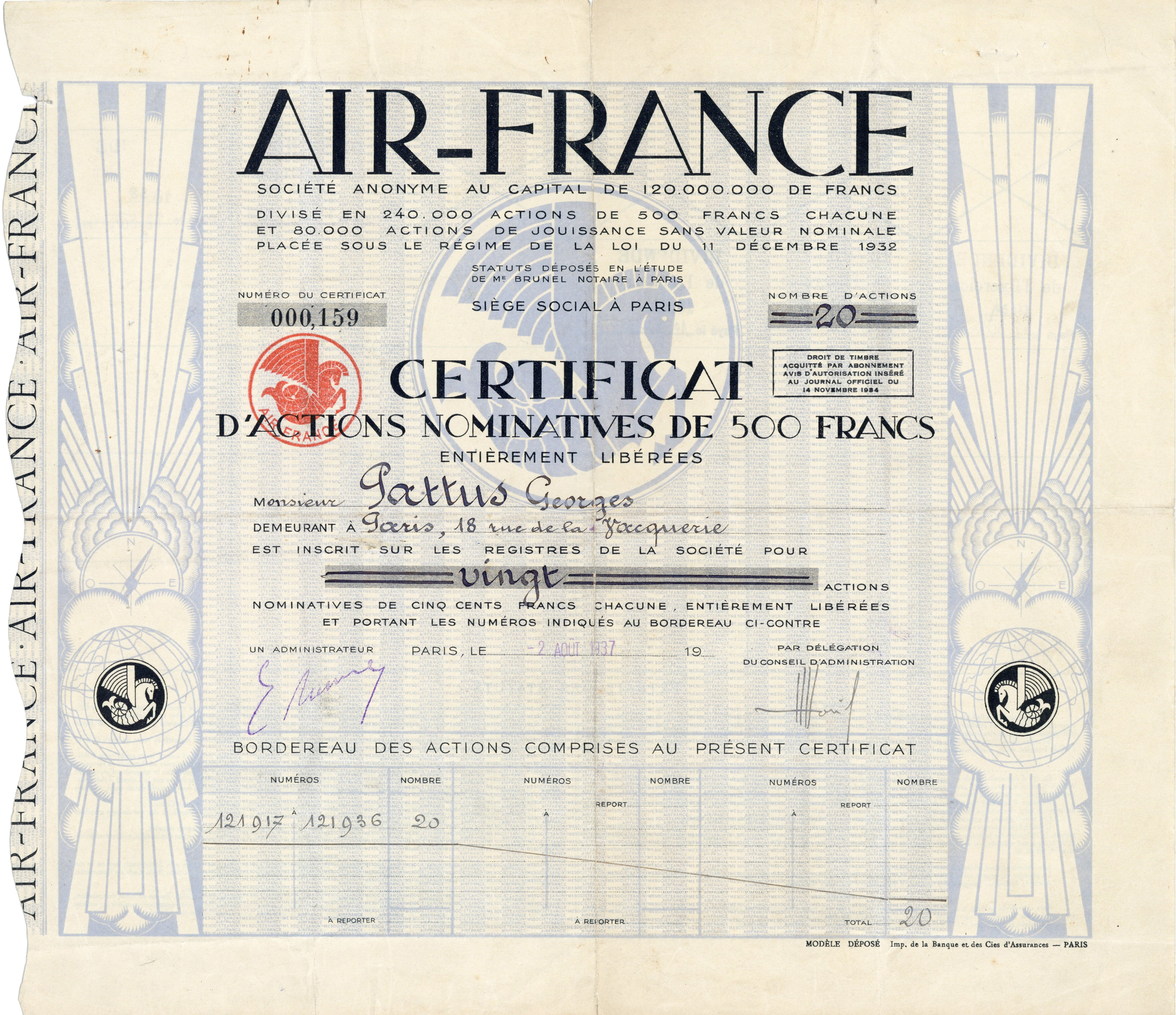
Certificato di Air France S.A. per 20 azioni da 500 franchi ciascuna, emesso a Parigi il 2 agosto 1937, con la firma del fondatore Ernest Roume come presidente

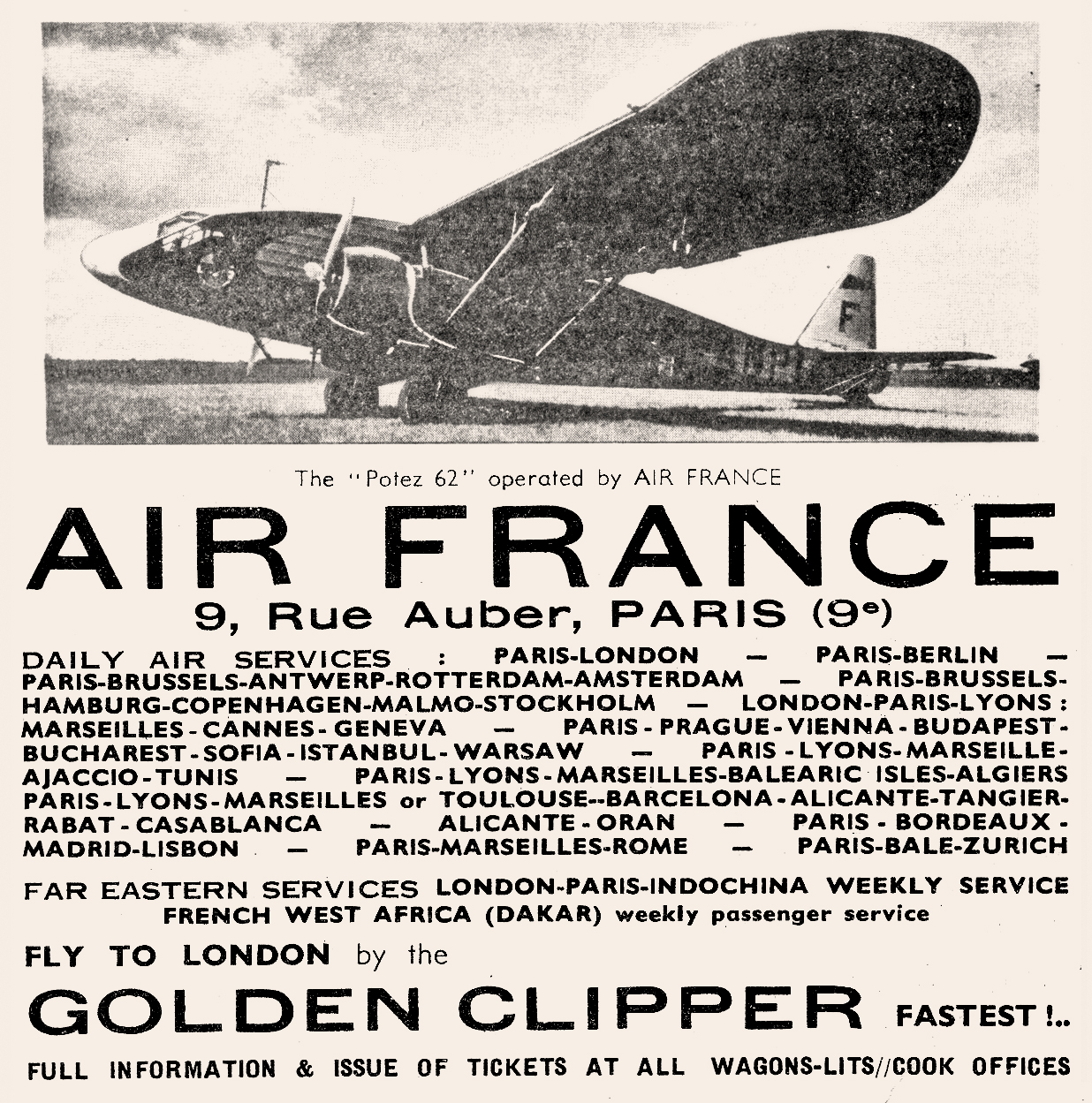
L'elenco dei servizi con i Potez 62.

Il 26 giugno 1945, tutte le compagnie di trasporto aereo francesi furono nazionalizzate. Il 29 dicembre 1945, un decreto del governo concesse ad Air France la gestione dell'intera rete di trasporto aereo francese. Air France nominò i suoi primi assistenti di volo nel 1946. Lo stesso anno la compagnia aerea aprì il suo primo terminal aereo a Les Invalides, nel centro di Parigi. Era collegato all'aeroporto di Parigi Le Bourget, la prima base operativa e di ingegneria di Air France, in pullman. A quel tempo la rete copriva 160000 km, dichiarata la più lunga del mondo. La Société Nationale Air France venne costituita il 1º gennaio 1946.
Le rotte europee erano inizialmente gestite da una flotta di Douglas DC-3. Il 1º luglio 1946, Air France iniziò i voli diretti tra Parigi e New York tramite scali di rifornimento a Shannon e Gander. I Douglas DC-4 coprivano la rotta in poco meno di 20 ore. Nel settembre 1947, la rete di Air France si estendeva a est da New York, Fort de France e Buenos Aires fino a Shanghai.

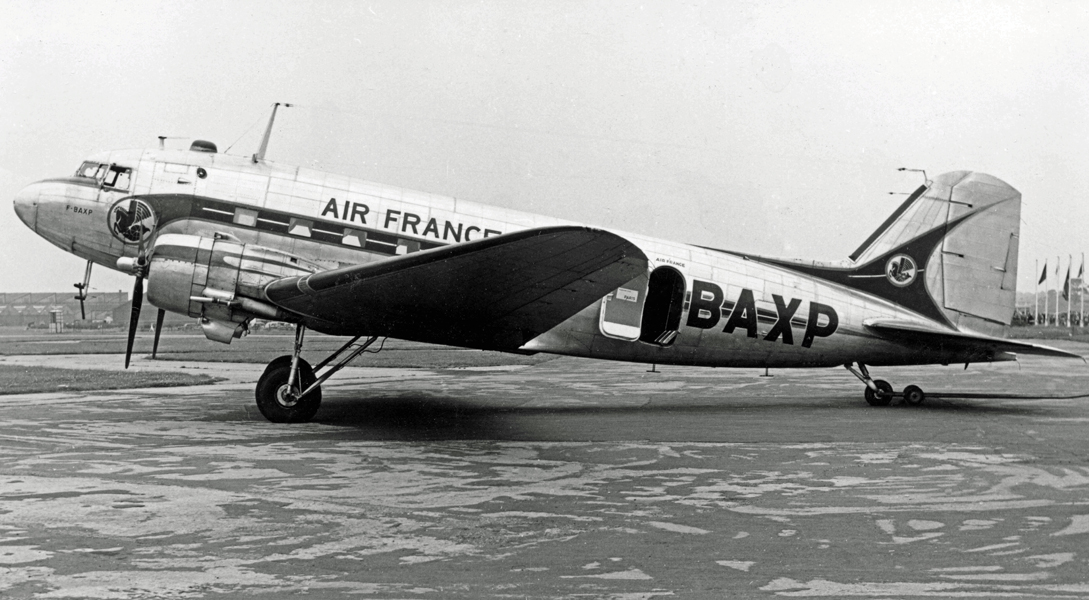
Un DC-3 di Air France a Manchester nel 1952.

Nel 1948, Air France gestiva 130 aeromobili, una delle flotte più grandi del mondo. Tra il 1947 e il 1965 la compagnia aerea operò Lockheed Constellation su servizi passeggeri e merci in tutto il mondo. Nel 1946 e nel 1948, rispettivamente, il governo francese autorizzò la creazione di due compagnie aeree private: Transports Aériens Internationaux e SATI. Nel 1949, quest'ultima entrò a far parte della Union Aéromaritime de Transport (UAT), una compagnia aerea internazionale privata francese.
La Compagnie Nationale Air France venne creata con atto del parlamento del 16 giugno 1948. Inizialmente, il governo deteneva il 70%. Negli anni successivi, le partecipazioni dirette e indirette dello Stato francese raggiunsero quasi il 100%. A metà del 2002, lo stato deteneva il 54%.
Il 4 agosto 1948, Max Hymans fu nominato presidente. Durante i suoi 13 anni di mandato implementò pratiche di modernizzazione incentrate sull'introduzione di aerei a reazione. Nel 1949, la compagnia divenne cofondatrice della Société Internationale de Télécommunications Aéronautiques (SITA), una compagnia di servizi di telecomunicazioni aeree.

### Riorganizzazione dell'era dei jet

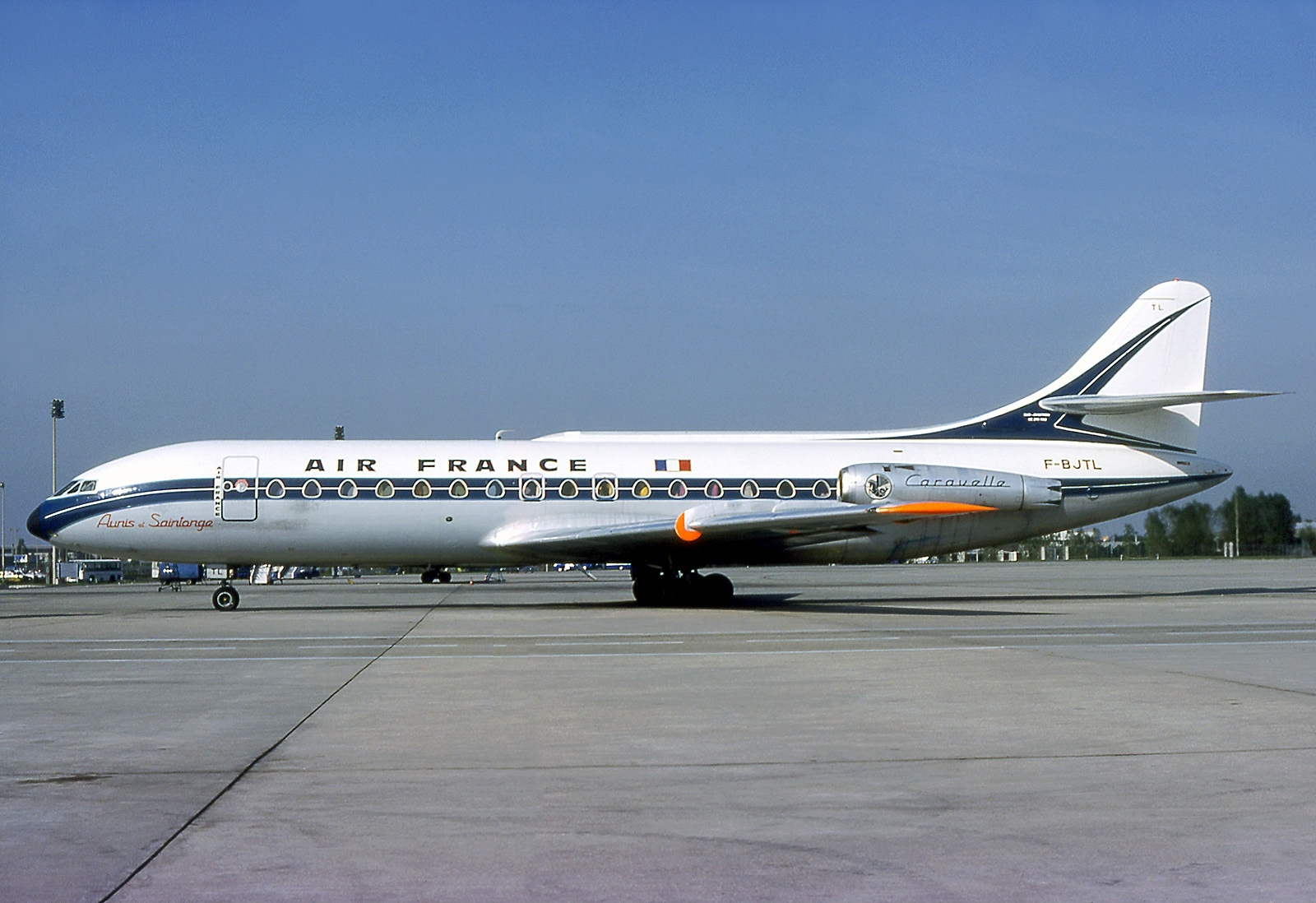
Un Sud Aviation Caravelle a Parigi nel 1979.

Nel 1952, Air France trasferì le sue operazioni e la base di ingegneria al nuovo terminal dell'aeroporto di Orly Sud. A quel punto la rete copriva 250000 km. Air France entrò nell'era dei jet nel 1953 con l'originale de Havilland Comet serie 1 di breve durata, il primo aereo di linea al mondo.
Durante la metà degli anni '50 operava anche il turboelica Vickers Viscount, con dodici servizi in entrata tra maggio 1953 e agosto 1954 sulle rotte europee. Il 26 settembre 1953, il governo incaricò Air France di condividere rotte a lunga distanza con nuove compagnie aeree private. Ciò fu seguito dall'imposizione da parte del Ministero dei lavori pubblici e dei trasporti di un accordo su Air France, Aigle Azur, TAI e UAT, in base al quale alcune rotte verso l'Africa, l'Asia e la regione del Pacifico sono state trasferite a vettori privati.
Il 23 febbraio 1960, il Ministero dei lavori pubblici e dei trasporti trasferì il monopolio nazionale di Air France ad Air Inter. Per compensare la perdita della sua rete domestica, Air France ricevette una partecipazione in Air Inter. Il giorno successivo, Air France ricevette istruzioni di condividere le rotte africane con Air Afrique e UAT.
La compagnia aerea iniziò le operazioni di volo ininterrotte nel 1960 con il Sud Aviation Caravelle e il Boeing 707; gli aerei di linea dimezzarono i tempi di viaggio e migliorarono il comfort. Air France in seguito divenne uno dei primi operatori di Boeing 747 e alla fine ebbe una delle flotte di Boeing 747 più grandi al mondo.
Il 1º febbraio 1963, il governo formalizzò la divisione delle rotte tra Air France e i suoi concorrenti del settore privato. Air France dovette ritirare i servizi per l'Africa occidentale (eccetto il Senegal), l'Africa centrale (eccetto Burundi e il Ruanda), l'Africa meridionale (compreso il Sudafrica), la Libia in Nord Africa, il Bahrain e l'Oman in Medio Oriente, lo Sri Lanka (allora noto come Ceylon) in Asia meridionale, Indonesia, Malesia e Singapore nel sud-est asiatico, Australia, Nuova Zelanda, Nuova Caledonia e Tahiti. Queste rotte vennero assegnate alla nuova Union de Transports Aériens (UTA), una compagnia aerea privata nata dalla fusione di TAI e UAT. UTA ottenne anche i diritti esclusivi tra il Giappone, la Nuova Caledonia e la Nuova Zelanda, il Sudafrica e l'isola della Riunione nell'Oceano Indiano, così come Los Angeles e Tahiti.
Dal 1974, Air France iniziò a trasferire la maggior parte delle operazioni al nuovo aeroporto Charles de Gaulle a nord di Parigi. All'inizio degli anni '80, solo Corsica, Martinica, Guadalupa, la maggior parte dei servizi per la Guyana francese, La Riunione, la regione del Maghreb, l'Europa orientale (eccetto l'URSS), l'Europa meridionale (tranne la Grecia e l'Italia) e un servizio giornaliero per New York (JFK) era rimasto a Orly. Nel 1974, Air France divenne anche il primo operatore al mondo del bimotore a fusoliera larga Airbus A300, il primo aereo di linea commerciale di Airbus Industrie per il quale era un cliente di lancio.

### Concorde e rivalità

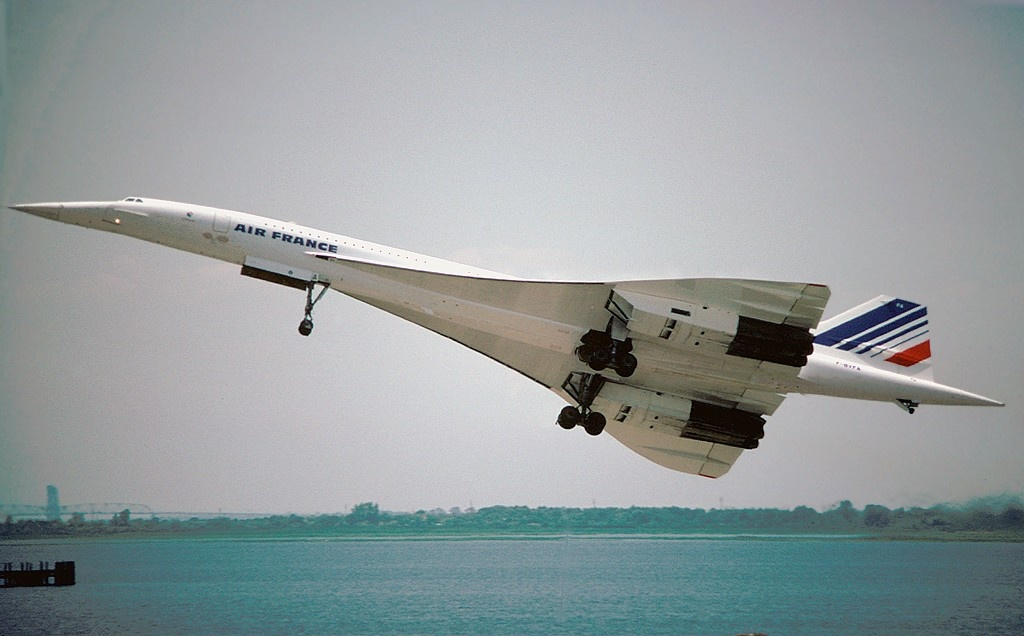
F-BVFA, uno dei Concorde della compagnia.

Il 21 gennaio 1976, Air France ha operato il suo servizio inaugurale di trasporto supersonico (SST) sulla rotta Parigi (Charles de Gaulle) a Rio (via Dakar) con l'anglo-francese BAC Aérospatiale Concorde F-BVFA. I servizi supersonici da Parigi (CDG) all'aeroporto internazionale di Washington Dulles iniziarono il 24 maggio 1976, anche con F-BVFA. Il servizio per New York (JFK), quello rimasto fino alla fine, iniziò il 22 novembre 1977. La rotta Parigi-New York fu volata in 3 ore e 23 minuti, a circa il doppio della velocità del suono. L'approvazione per i voli per gli Stati Uniti venne inizialmente negata a causa delle proteste contro il rumore. Alla fine, furono avviati i servizi per Città del Messico via Washington. Air France divenne una delle uniche due compagnie aeree - British Airways è l'altra - ad operare regolarmente servizi supersonici e continuò il servizio quotidiano transatlantico Concorde fino alla fine di maggio 2003.
Nel 1983, Air France contava più di 34 000 dipendenti, una flotta di circa 100 aerei a reazione (inclusi 33 Boeing 747) e la sua rete di 634400 km serviva 150 destinazioni in 73 paesi. Ciò rese Air France la quarta più grande compagnia aerea di linea al mondo, nonché la seconda più grande compagnia di trasporto merci di linea. Air France condivideva anche codice con le compagnie aeree regionali francesi, TAT era la più importante. TAT avrebbe successivamente operato diverse rotte internazionali regionali per conto di Air France. Nel 1983, Air France iniziò i voli passeggeri per la Corea del Sud, essendo la prima compagnia aerea europea a farlo.
Nel 1986, il governo allentò la sua politica di divisione dei diritti di traffico per i servizi di linea tra Air France, Air Inter e UTA, senza sovrapposizioni di rotta tra di loro. La decisione aprì alcune delle rotte più redditizie di Air France su cui aveva goduto di un monopolio sancito dal governo dal 1963 e che erano nella sua esclusiva sfera di influenza, a rivaleggiare con le compagnie aeree, in particolare UTA. Le modifiche consentirono a UTA di lanciare servizi di linea verso nuove destinazioni all'interno della sfera di Air France, in concorrenza con quella compagnia aerea.
La Parigi-San Francisco divenne la prima rotta UTA servita in concorrenza con Air France senza scalo da Parigi. Air France rispose estendendo alcuni servizi non-stop Parigi-Los Angeles a Papeete, Tahiti, che competeva con UTA su Los Angeles-Papeete. La capacità di UTA di assicurarsi i diritti di traffico al di fuori della sua sfera tradizionale in concorrenza con Air France fu il risultato di una campagna di pressioni sul governo per consentirgli di crescere più rapidamente, diventando più dinamica e più redditizia. Questo fece infuriare Air France.
Nel 1987, Air France insieme a Lufthansa, Iberia e SAS fondarono Amadeus, una società IT (nota anche come GDS) che avrebbe consentito alle agenzie di viaggio di vendere i prodotti dei fondatori e di altre compagnie aeree da un unico sistema.
Nel 1988, Air France era un cliente di lancio per l'Airbus A320 fly-by-wire (FBW), insieme ad Air Inter e alla British Caledonian. Divenne la prima compagnia aerea a prendere in consegna l'A320 nel marzo 1988 e, insieme ad Air Inter, la prima a introdurre il servizio di Airbus A320 sulle rotte a corto raggio.

### Acquisizione e privatizzazione
Il 12 gennaio 1990, le operazioni di Air France di proprietà del governo, la semi-pubblica Air Inter e Union de Transports Aériens (UTA) furono fuse in un'Air France allargata. L'acquisizione di UTA e Air Inter da parte di Air France faceva parte di un piano governativo dei primi anni '90 per creare un vettore aereo nazionale unificato con economie di scala e portata globale per contrastare le potenziali minacce derivanti dalla liberalizzazione del mercato interno del trasporto aereo dell'UE.
Il 25 luglio 1994 fu costituita con decreto una nuova holding, Groupe Air France. Divenne operativo il 1º settembre 1994. Acquisì le partecipazioni di maggioranza del gruppo Air France in Air France e Air Inter (successivamente ribattezzata Air Inter Europe). Il 31 agosto 1994, Stephen Wolf, ex CEO di United Airlines, venne nominato consigliere del presidente del gruppo Air France Christian Blanc.
Nel 1997, Air France Europe venne assorbita in Air France. Il 19 febbraio 1999, il governo della Sinistra Plurale del Primo Ministro francese Lionel Jospin approvò la parziale privatizzazione di Air France. Le sue azioni vennero quotate alla borsa di Parigi il 22 febbraio 1999. Nel giugno 1999, Air France e Delta Air Lines formarono una partnership transatlantica bilaterale. Il 22 giugno 2000, questa si è espanse nell'alleanza aerea globale SkyTeam.

### Fusione Air France-KLM

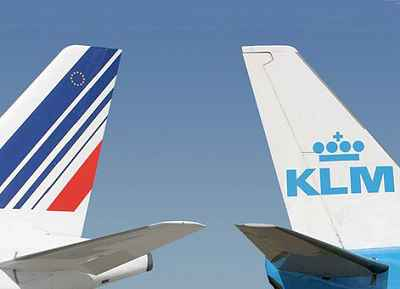
La fusione tra Air France e KLM è avvenuta nel 2004.

Il 30 settembre 2003, Air France e KLM Royal Dutch Airlines, con sede nei Paesi Bassi, annunciarono la fusione delle due compagnie aeree, la nuova compagnia conosciuta come Air France-KLM. La fusione diventò realtà il 5 maggio 2004. A quel punto, gli ex azionisti di Air France possedevano l'81% della nuova società (44% di proprietà dello Stato francese, 37% di azionisti privati), ex azionisti di KLM il resto. La decisione del governo di Jean-Pierre Raffarin di ridurre la partecipazione dello Stato francese nell'ex gruppo Air France dal 54,4% al 44% del gruppo Air France-KLM di nuova creazione privatizzò di fatto la nuova compagnia aerea. Nel dicembre 2004, lo stato vendette il 18,4% della sua partecipazione in Air France-KLM, che scese a poco meno del 20%.
Air France-KLM è diventata la più grande compagnia aerea del mondo in termini di ricavi operativi e la terza (la più grande in Europa) in passeggeri-chilometri. Sebbene di proprietà di una singola compagnia, Air France e KLM hanno continuato a volare con i propri marchi. Air France-KLM è rimasta parte dell'alleanza SkyTeam, alla quale si unirono poi Aeroflot, Delta Air Lines, Aeroméxico, Korean Air, Czech Airlines, Alitalia, Northwest Airlines, China Southern Airlines, Air Europa, Continental Airlines, Garuda Indonesia, Vietnam Airlines e Saudi Arabian Airlines. A marzo 2004, il gruppo impiegava 71 654 persone. A marzo 2007, il gruppo impiegava 102 422 dipendenti.

### Il patto "Open Skies"
Il 17 ottobre 2007, durante una conferenza stampa presso la sede di Air France-KLM, è stata annunciata la creazione di una joint venture transatlantica di partecipazione agli utili e ai ricavi tra Air France-KLM e Delta Air Lines. L'iniziativa è diventata effettiva il 29 marzo 2008. Mirava a sfruttare le opportunità transatlantiche per catturare una quota importante del traffico di affari a lungo raggio dall'aeroporto di Londra Heathrow, che quel giorno si è aperto alla concorrenza illimitata a seguito del patto "Open Skies" tra l'UE e gli USA. Si prevedeva che Air France e Delta avrebbero iniziato nove viaggi giornalieri di andata e ritorno tra Londra-Heathrow e destinazioni negli Stati Uniti, incluso un servizio giornaliero da Londra (Heathrow) a Los Angeles da parte di Air France. Una volta ottenuta l'immunità dall'antitrust, la nuova impresa Air France-Delta doveva essere estesa agli altri due partner SkyTeam transatlantici, consentendo a tutti e quattro i partner di voli in code-share e di condividere entrate e profitti. La nuova joint venture transatlantica ha segnato la seconda grande espansione del gruppo Air France-KLM nel mercato londinese, dopo il lancio dei servizi a corto raggio operati da CityJet dall'aeroporto di London City, destinati ai viaggiatori d'affari nel settore dei servizi finanziari della città. Tuttavia, il servizio quotidiano da Londra (Heathrow) a Los Angeles non ha avuto il successo sperato ed è stato interrotto nel novembre 2008.

### Anni 2010

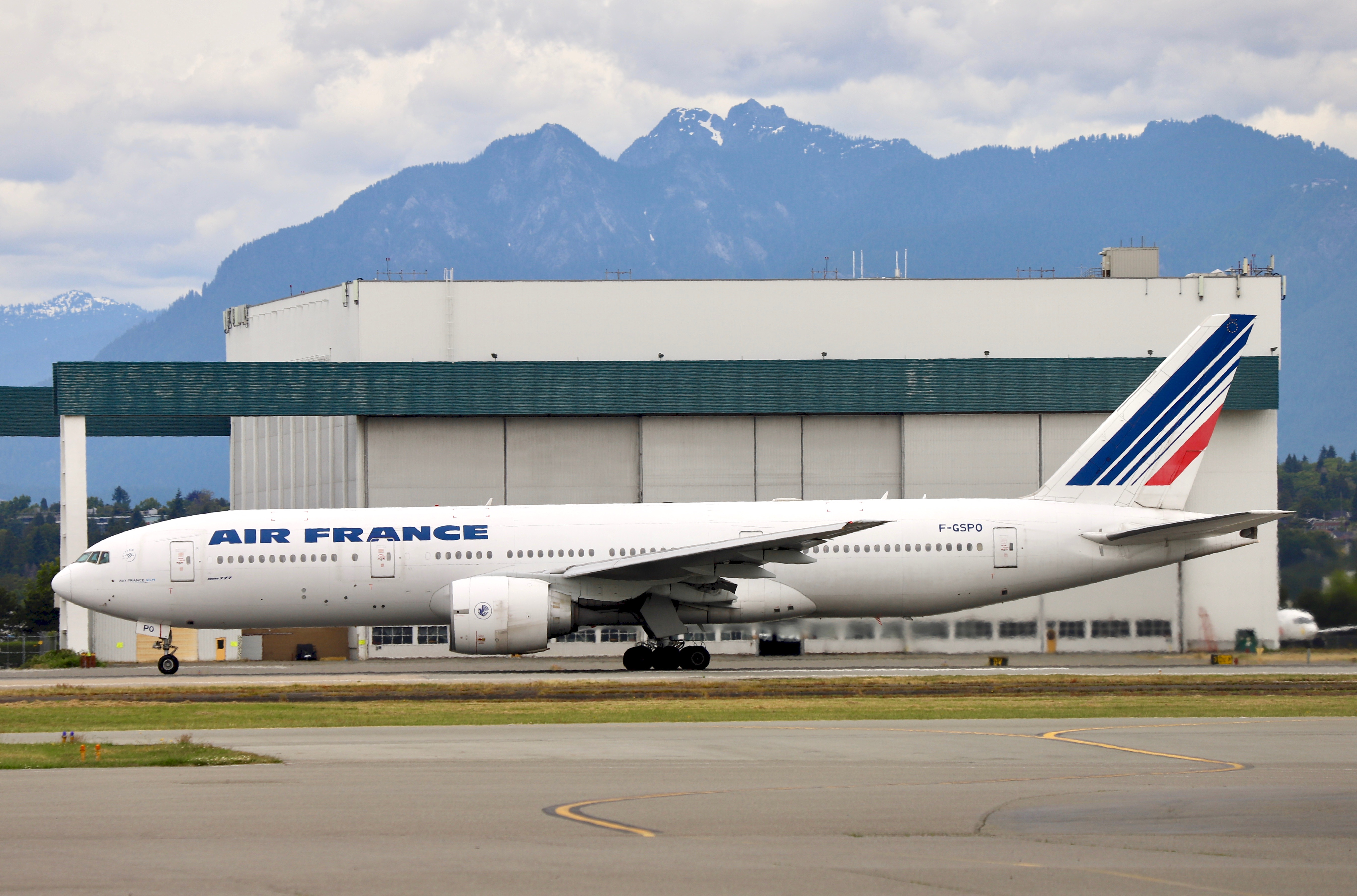
Un Boeing 777-200ER a Vancouver.

Il 12 gennaio 2012, Air France-KLM ha annunciato un piano di trasformazione triennale, denominato Transform 2015, per ripristinare la redditività. Il piano era di ripristinare la competitività riducendo i costi, ristrutturando le operazioni a corto e medio raggio e riducendo rapidamente l'indebitamento. L'obiettivo principale di questo piano era riportare Air France-KLM in un attore mondiale entro il 2015. Air France perdeva 700 milioni di euro all'anno. Come hanno dimostrato i risultati finanziari del 2011, le operazioni di lungo raggio, anch'esse soggette a una crescente concorrenza, non sarebbero state in grado di compensare queste perdite.
Il 21 giugno 2012, Air France-KLM aveva annunciato la sua decisione di tagliare poco meno del 10% del totale di 53 000 dipendenti (circa 5 000 posti di lavoro) entro la fine del 2013 nel tentativo di ripristinare la redditività. La compagnia aerea prevedeva di perdere 1 700 posti di lavoro a causa del turnover naturale e il resto a causa di licenziamenti volontari. Nell'agosto 2012, il piano Transform 2015 è stato accettato dal personale di terra e dai sindacati dei piloti, ma rifiutato dai sindacati del personale di cabina.
All'inizio di luglio 2012, è stato annunciato che Air France-KLM ha trovato partner per la nuova compagnia aerea africana di start-up Air France, che è stata cofondata da sei paesi dell'Africa centrale per sostituire l'ex Air Afrique. Ma diversi problemi e due partner, che avevano deciso di ritirarsi, hanno ritardato l'attuazione del progetto. Dopo il suo lancio, Air France ha annunciato che avrebbe iniziato le operazioni nel 2013.

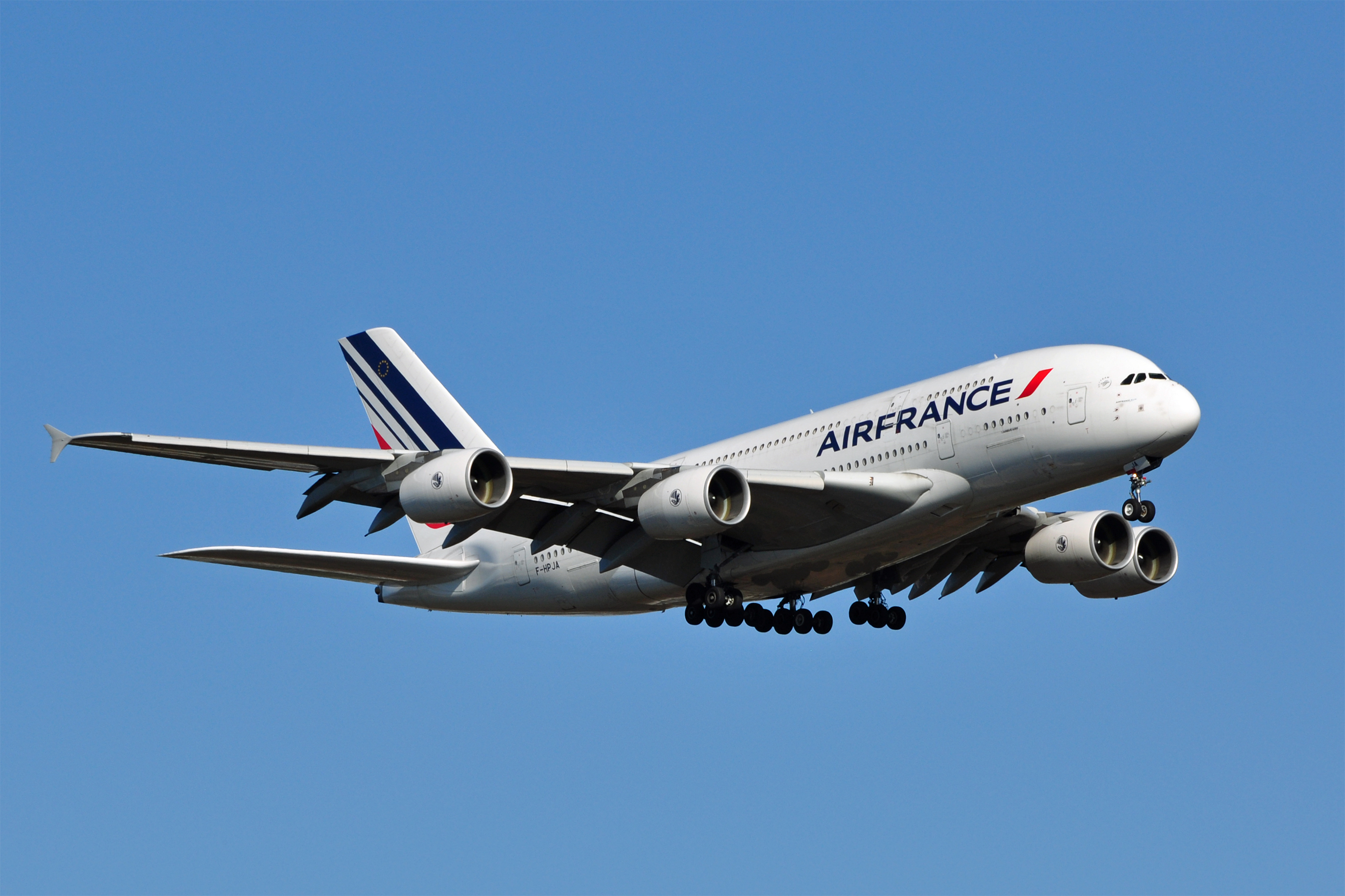
Uno degli ex Airbus A380 della compagnia, ritirati nel 2020.

Nel settembre 2013, Air France ha introdotto una nuova classe economy insieme a un miglioramento della premium economy. Si prevedeva che i miglioramenti sarebbero stati installati sugli aeromobili a partire da giugno 2014. Nell'ottobre 2013, Air France-KLM ha annunciato la cancellazione della partecipazione del 25% in Alitalia, poiché non credeva che il vettore in difficoltà avrebbe ottenuto i 300 milioni di euro di finanziamento.
Nel dicembre 2013, Air France ha annunciato che CityJet non soddisfaceva più le esigenze di corto raggio del gruppo ed era in procinto di concludere un accordo con la società tedesca Intro Aviation entro la fine del primo trimestre del 2014.
Nel 2014, la compagnia aerea è stata presa di mira da una campagna pubblicitaria negativa, guidata dalla PETA, per essere l'unica grande compagnia aerea che consentiva il trasporto di primati per la ricerca.
Il 4 febbraio 2014 è stata presentata la nuova business class, caratterizzata da un letto completamente piatto di Zodiac Aerospace. Il sedile è stato montato sui Boeing 777 a partire dal giugno 2014. Nel settembre 2014, Air France ha annunciato che avrebbe venduto una quota del 3% nella società di Amadeus IT Group per 438 milioni di USD.
Alla fine del 2015, Air France ha dovuto affrontare una crisi finanziaria, aggravata dallo sciopero dei piloti contro la compagnia aerea, che rispose annunciando che avrebbe tagliato circa 2 900 posti di lavoro. Nel dicembre 2015, Air France ha annunciato il ritiro del suo ultimo Boeing 747-400 con uno speciale volo il 14 gennaio 2016. La compagnia aerea ha operato il 747 in diverse varianti dal 1970.

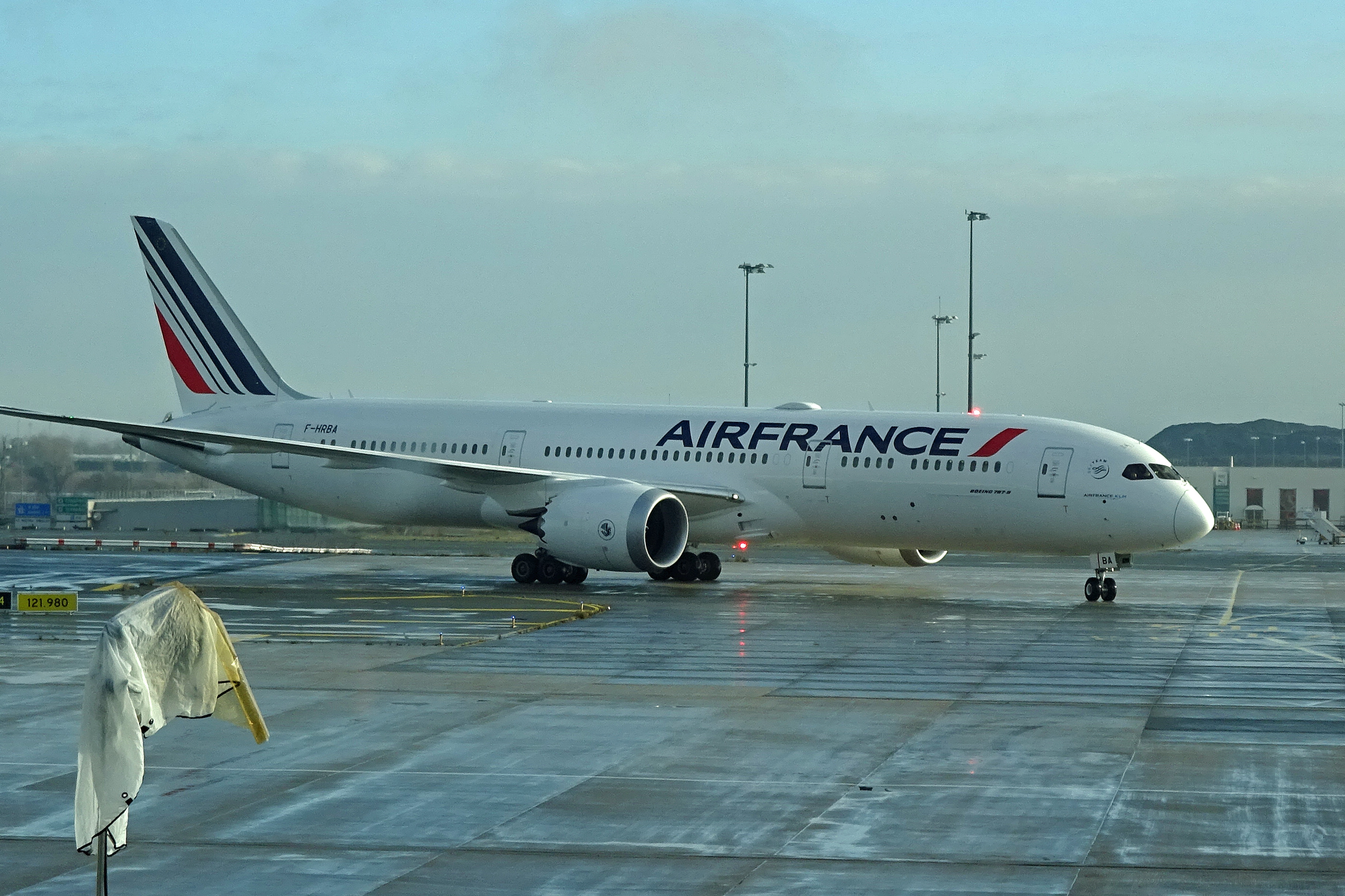
Uno dei Boeing 787-9 della compagnia. Insieme agli Airbus A350, costituiscono il futuro della flotta a lungo raggio.

Nel gennaio 2017, Air France ha ricevuto il suo primo Boeing 787-9. A novembre, CityJet non ha più operato per Air France e le destinazioni interessate sono state servite dalla stessa Air France e da HOP!.
Nel luglio 2017, Air France-KLM ha stipulato una partnership strategica multi-compagnia aerea con Delta Air Lines, China Eastern Airlines e Virgin Atlantic, consolidando i legami esistenti tra i vettori. In base all'accordo, Delta e China Eastern avrebbero acquisito ciascuna il 10% di Air France-KLM, mentre Air France-KLM avrebbe acquistato il 31% di Virgin Atlantic. Nel dicembre 2019, l'accordo con Virgin Atlantic è stato annullato.
Air France, insieme a British Airways, ha annunciato l'interruzione dei servizi verso l'Iran a partire da settembre 2018, spiegando che non sarebbero state più commercialmente praticabili a causa delle sanzioni statunitensi.
A febbraio 2020, il settore è stato gravemente colpito dalla pandemia di COVID-19 e Air France ha annunciato un piano di riduzione delle spese per contrastare il calo del traffico, in particolare sulla rete asiatica. Le assunzioni sono state congelate, le spese non essenziali ridotte e alcuni investimenti (soprattutto pubblicitari) rinviati. Anche KLM e Lufthansa hanno annunciato misure simili.
Di fronte alla cessazione dell'attività di Air France a causa del Covid, lo Stato francese ha concesso alla compagnia di bandiera un prestito di 7 miliardi di euro diviso in 2 parti. 4 miliardi di prestiti bancari garantiti al 90% dallo Stato e 3 miliardi di prestiti diretti dallo Stato. Questo prestito è stato concesso a determinate condizioni:
- un incremento della redditività;
- un maggiore rispetto verso l'ambiente e il pianeta.

Nel luglio 2020, Air France ha annunciato l'eliminazione di 7.600 posizioni, in particolare nella sua controllata Air France Hop.

## Identità aziendale

### La sede
La sede principale di Air France si trova nel complesso Roissypôle sul terreno dell'aeroporto Charles de Gaulle e nel comune di Tremblay-en-France, Seine-Saint-Denis, vicino alla città di Parigi.
Il complesso di 130.000 metri quadrati è stato completato nel dicembre 1995. La società francese Groupement d'Etudes et de Méthodes d'Ordonnancement (GEMO) ha gestito il progetto. L'architetto era Valode & Pistre e i consulenti di progettazione erano Sechaud-Boyssut e Trouvin. Il progetto è costato 137 milioni di euro (meno di 700 milioni di franchi). Le piste dell'aeroporto sono visibili dall'edificio. Il Centro di controllo delle operazioni di Air France (OCC, francese: Centre de Contrôle des Opérations, CCO), che coordina i voli Air France in tutto il mondo, è situato presso la sede centrale di AF.
Per circa 30 anni prima del dicembre 1995, la sede di Air France si trovava in una torre adiacente alla stazione ferroviaria Gare Montparnasse nella zona di Montparnasse e nel 15º arrondissement di Parigi. Nel 1991 furono fatte due offerte per l'acquisto dell'edificio Square Max Hymans. Nel 1992 il complesso fu venduto a Mutuelle générale de l'Éducation nationale (MGEN) per 1,6 miliardi di franchi. Entro quell'anno Air France aveva pianificato di spostare la sua sede principale a Roissypôle, occupando 50.000 metri quadrati di spazio all'interno dell'hotel, degli uffici e del complesso commerciale sul terreno dell'aeroporto Charles de Gaulle. Dopo che Air France si è trasferita a Tremblay-en-France, la proprietà dell'ex complesso della sede centrale è stata trasferita.

### Gli uffici all'estero
Gli uffici di Air France negli Stati Uniti si trovano nell'edificio della 125 West 55th Street a Midtown Manhattan, New York City. Air France ha firmato per la prima volta un contratto di locazione per occupare l'edificio nel 1991. Il sito ospitava anche la biglietteria della città di New York per Air France.
La sede principale di Air France-KLM per le operazioni nel Regno Unito e in Irlanda, che comprende strutture per Air France e KLM, si trova a Plesman House a Hatton Cross. L'inaugurazione della struttura è stata il 6 luglio 2006. Air France ha spostato l'ufficio da Hounslow a Hatton.

### Base per gli equipaggi
Air France Cité PN, situata presso l'aeroporto Charles de Gaulle, funge da base per gli equipaggi della compagnia aerea. L'edificio, sviluppato da Valode & Pistre, è stato inaugurato nel febbraio 2006. L'edificio è collegato alla sede principale di Air France.

### Centro per le vaccinazioni
Air France gestisce il Centro di vaccinazione Air France nel 7º arrondissement di Parigi. Il centro distribuisce vaccini per i viaggi internazionali. Dal 2001 il centro è stato l'unico centro di vaccinazione francese certificato dall'Organizzazione internazionale per la standardizzazione (ISO) 9001. Nel 2005, il centro si è trasferito dall'Aérogare des Invalides alla sua posizione attuale.

### Aérogare des Invalides

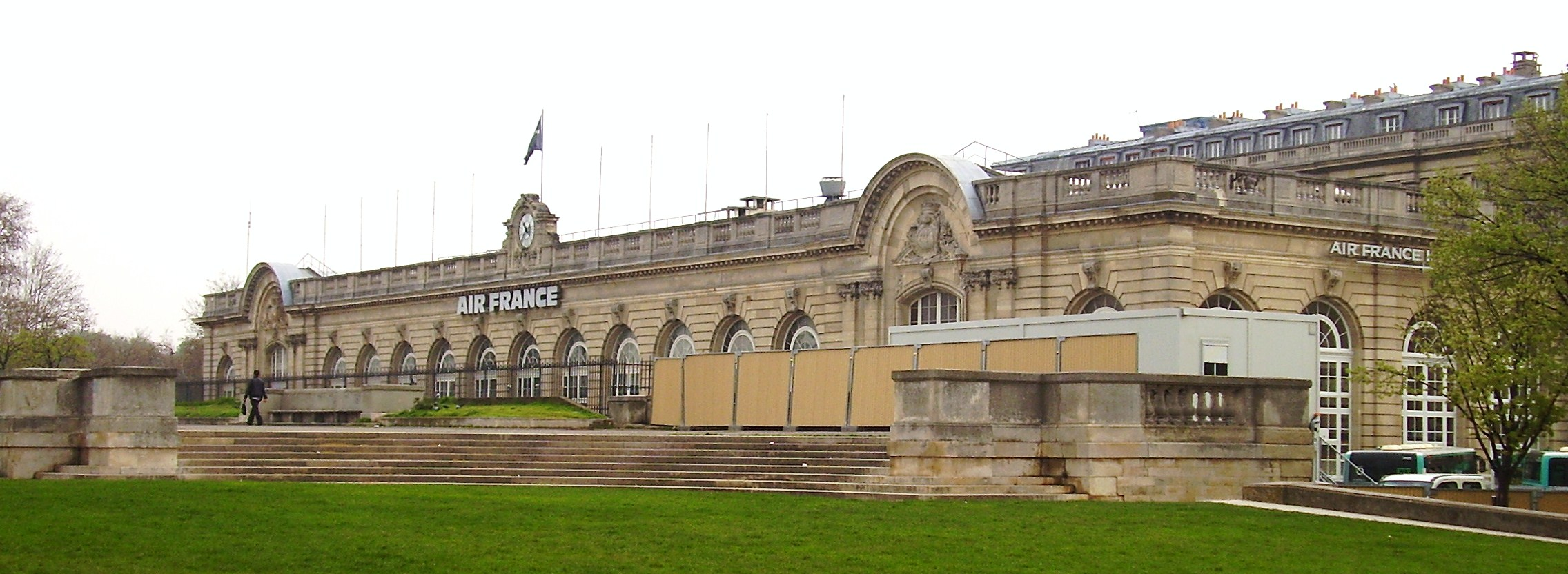
Aérogare des Invalides, 7º arrondissement di Parigi.

L'Aérogare des Invalides nel 7º arrondissement di Parigi ospita l'Agence Air France Invalides e il Museo Air France. Fino al 2005 l'edificio ha ospitato il Centro di vaccinazione Air France. Il 28 agosto 1959, Air France aprì un'agenzia di biglietti e informazioni nell'ex terminal aereo di Invalides, che si rivolgeva ai passeggeri in transito e ai clienti degli uffici e delle società nell'area degli Invalides.

### Sussidiarie

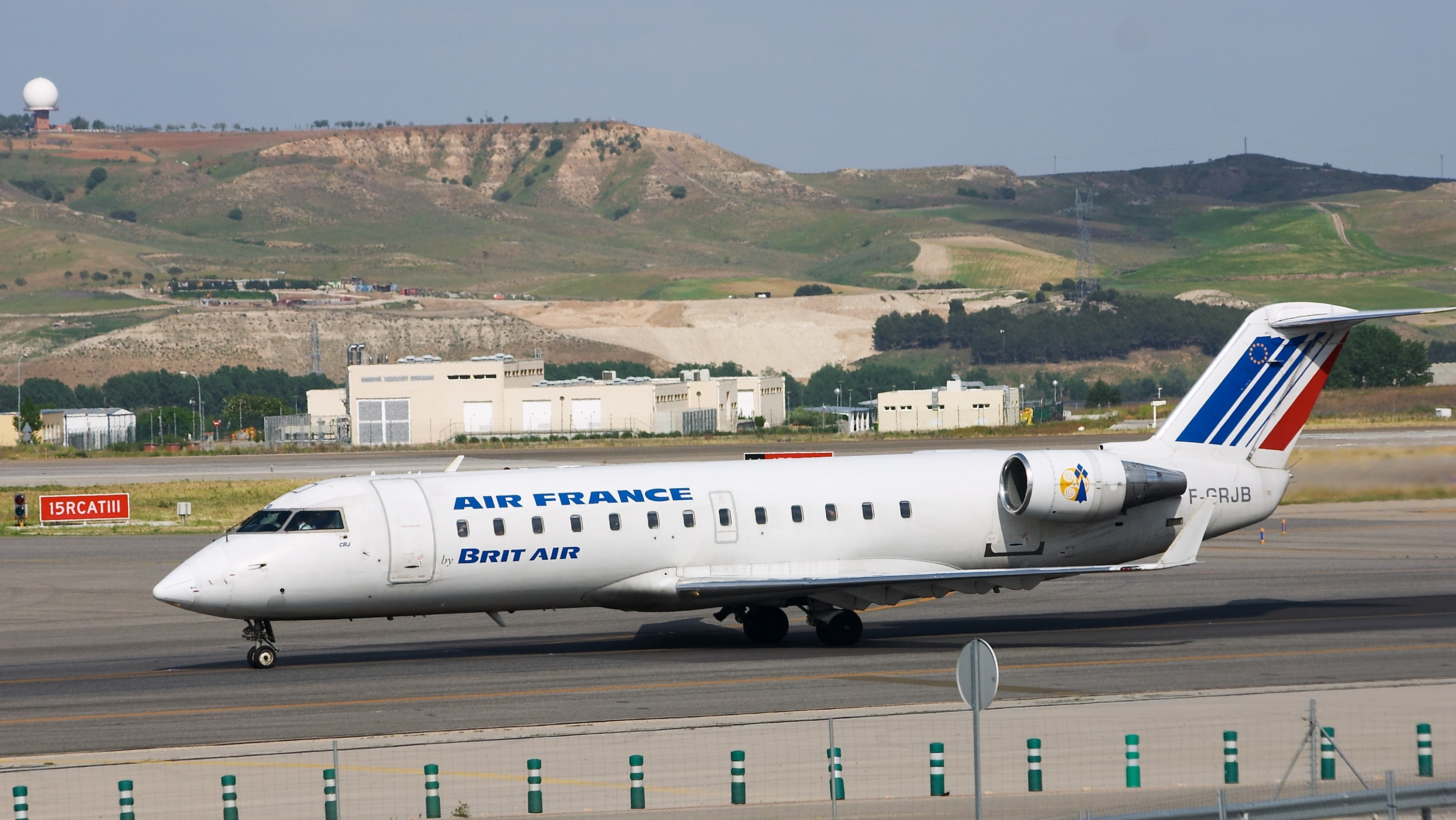
Un volo regionale francese operato dalla Brit Air per conto di Air France.

Le controllate di Air France includono:
- Air France Hop
- Servair

Air France e l'affiliata olandese Transavia hanno costituito Transavia France, una joint venture a basso costo nel maggio 2007, con sede all'aeroporto di Orly. Air Corsica, CityJet e Air France Hop operano tutte voli per conto di Air France, sia come affiliate che come controllate.
A gennaio 2019, Air France stava studiando come chiudere la sua controllata a basso costo Joon e assorbire i suoi dipendenti e gli aerei nella società madre.

### Air France Asie e Air France Cargo Asie

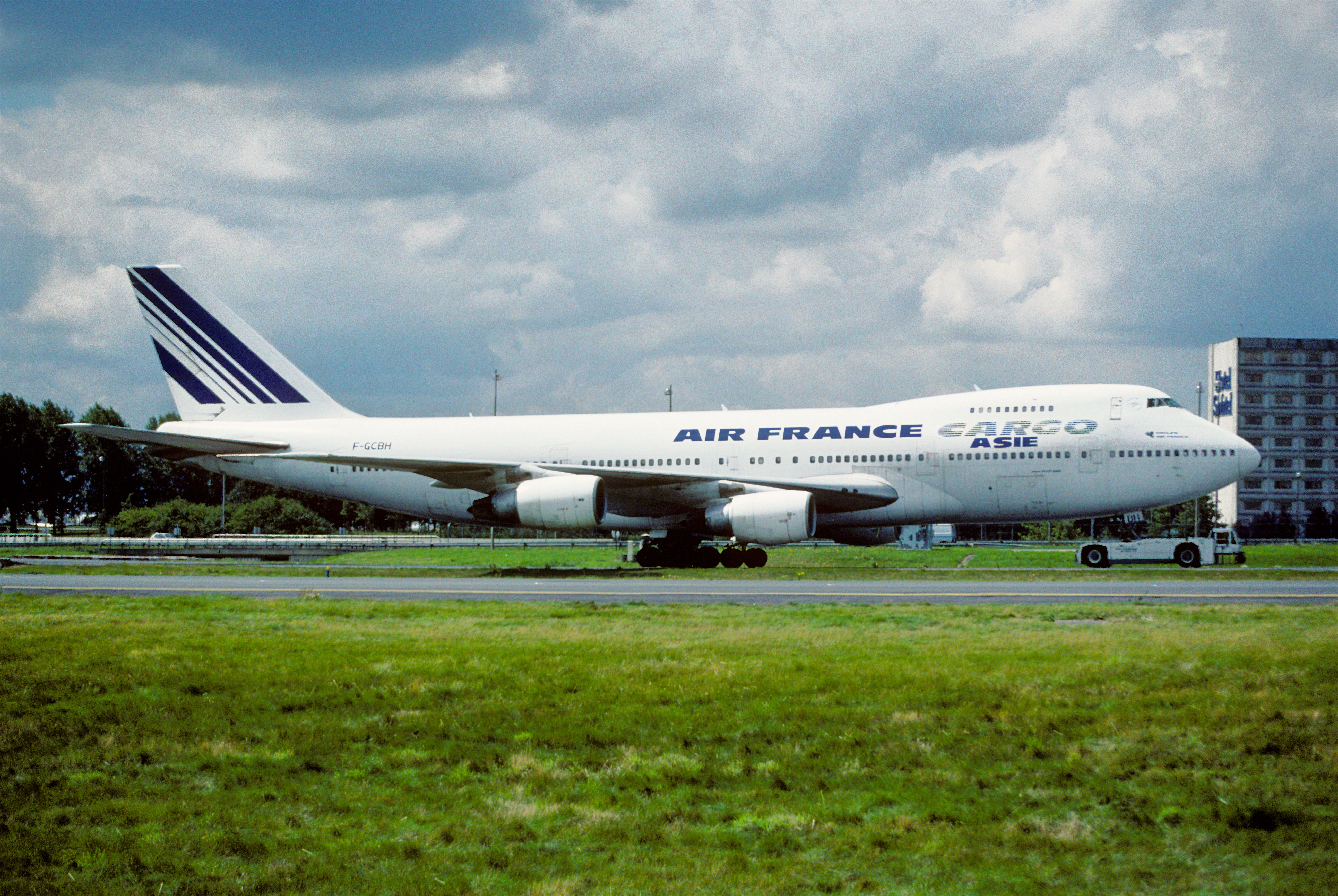
Un Boeing 747-200F di Air France Cargo Asie.

A causa dello status controverso di Taiwan, Air France non poteva operare voli per l'isola con il proprio nome. Nel 1993, la sua controllata, Air Charter, iniziò a operare voli tra Parigi e Taipei via Hong Kong, ma dopo che Air Charter cessò le operazioni nel 1998, venne fondata una controllata chiamata Air France Asie. Era una delle numerose sussidiarie della compagnia aerea che volavano con il nome "Asia" con lo scopo di volare a Taiwan, che includeva Japan Asia Airways (una controllata di Japan Airlines), KLM Asia, British Asia Airways, Swissair Asia e Australia Asia Airlines (una controllata di Qantas).
La livrea di Air France Asie differiva da quella di Air France per avere strisce blu e bianche sull'impennaggio, piuttosto che blu, bianche e rosse, che rappresentano il tricolore francese. Air France Asie utilizzava due Airbus A340-200, F-GLZD e F-GLZE, e due Boeing 747-428M, F-GISA e F-GISC. Allo stesso modo, Air France Cargo Asie utilizzava un 747-200 Combi (per passeggeri e merci), F-GCBH) o all-cargo (F-GCBL, F-GPAN e F-GBOX). Air France Asie ha cessato le attività nel 2004, mentre Air France Cargo Asie nel 2007.

### Outsourcing
Nel 2010, Air France è migrata da un sistema di servizi passeggeri gestito internamente (Alpha3) che gestisce prenotazioni, inventario e prezzi a un sistema esterno (Altéa) gestito da Amadeus.

### La livrea
L'attuale livrea di Air France è uno schema "Eurowhite", comprendente una fusoliera bianca con il titolo e il design blu di Air France. La coda è bianca con una serie di linee rosse e blu parallele attraverso la coda ad angolo e una piccola bandiera europea in alto. Questa livrea è in uso dalla fine degli anni '70. Prima della livrea "eurowhite", gli aerei Air France avevano una parte inferiore in metallo nudo, che si estendeva fino a una linea blu che attraversava i finestrini della cabina. Al di sopra della linea dei finestrini, la fusoliera era di nuovo bianca, con i titoli Air France e una bandiera francese. La coda era bianca con due spesse linee blu, che si rastremavano dalla parte posteriore della coda e si incontravano in un punto verso il fondo anteriore. Questa livrea di base, con piccole variazioni, sarebbe apparsa su tutti gli aerei dell'Air France del dopoguerra fino alla fine degli anni '70.
Nel gennaio 2009, in concomitanza con il nuovo logo di Air France, è stata svelata una nuova livrea. Air France ha lanciato la sua nuova livrea l'11 febbraio 2009. La livrea del 2009 ha visto la coda leggermente modificata, con 3 barre blu che scendono invece di 4. Anche le barre ora si curvano nella parte inferiore, riflettendo il design del logo. Nel 2017, Air France ha ricevuto il suo primo Boeing 787 con una livrea rivista che includeva titoli Air France più grandi. Nel 2019, Air France ha rivisto la livrea con l'arrivo dell'Airbus A350, con le alette blu raffiguranti l'ippocampo ailé. Allo stesso tempo, Air France ha restituito la tradizione di nominare ciascuno dei propri aerei, con il nome scritto sotto i finestrini della cabina anteriore.

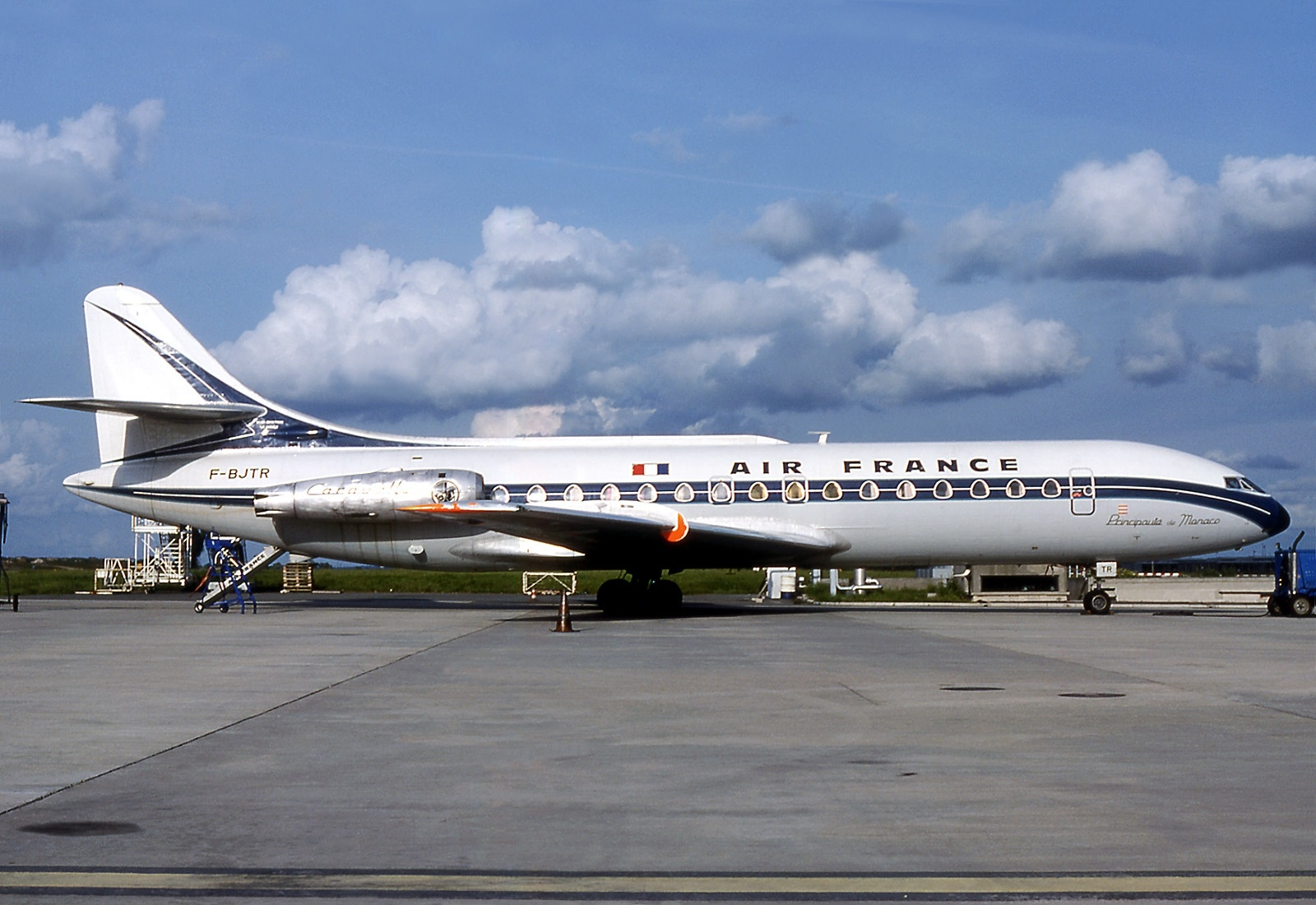
Un Sud Aviation Caravelle nella livrea originale.
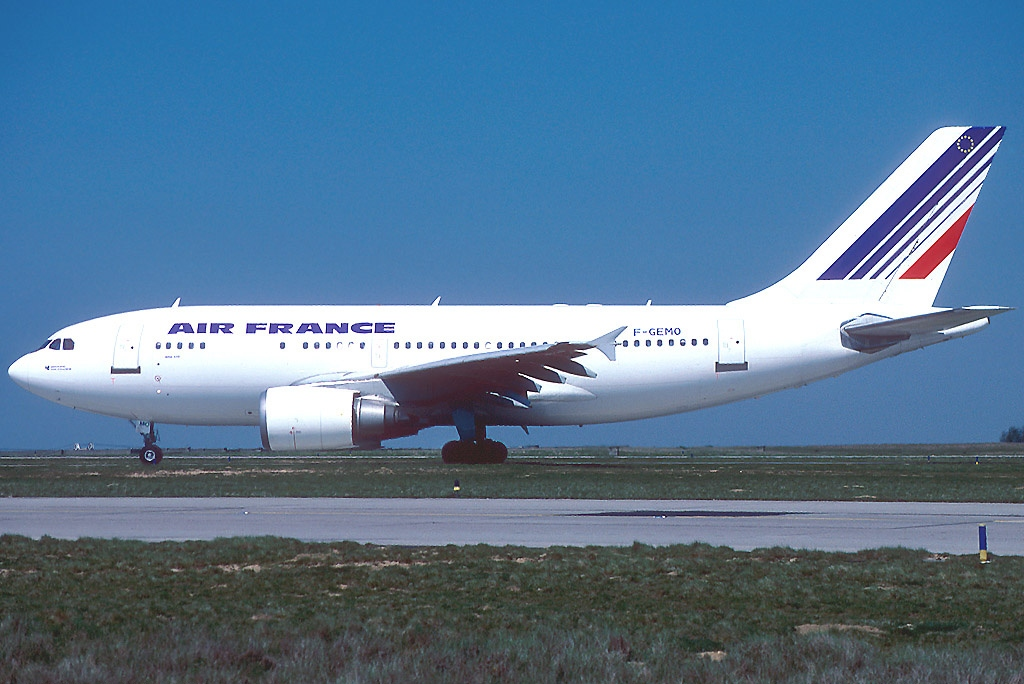
Un Airbus A310 nella livrea del 1976.
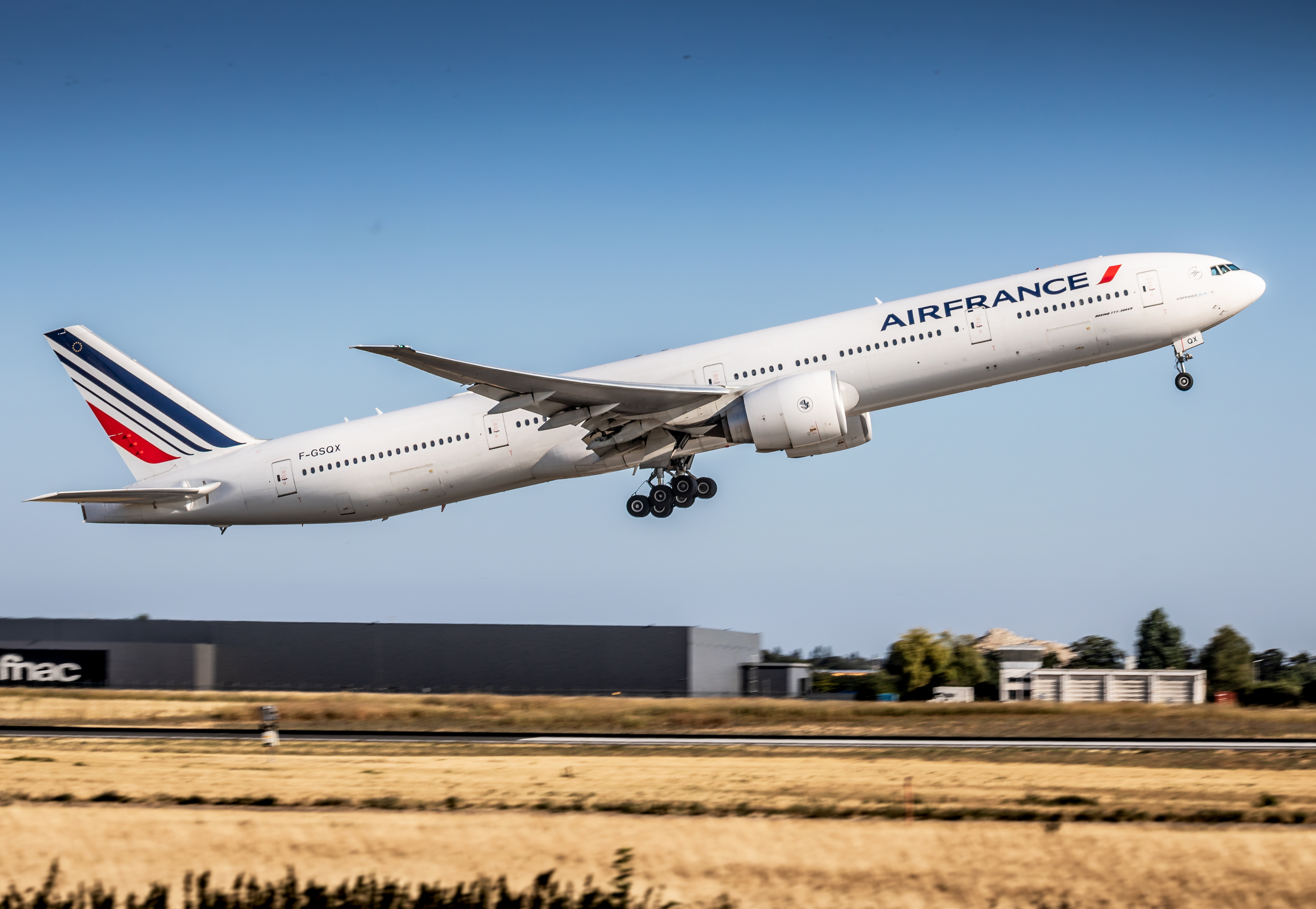
Un Boeing 777 con la livrea del 2009.
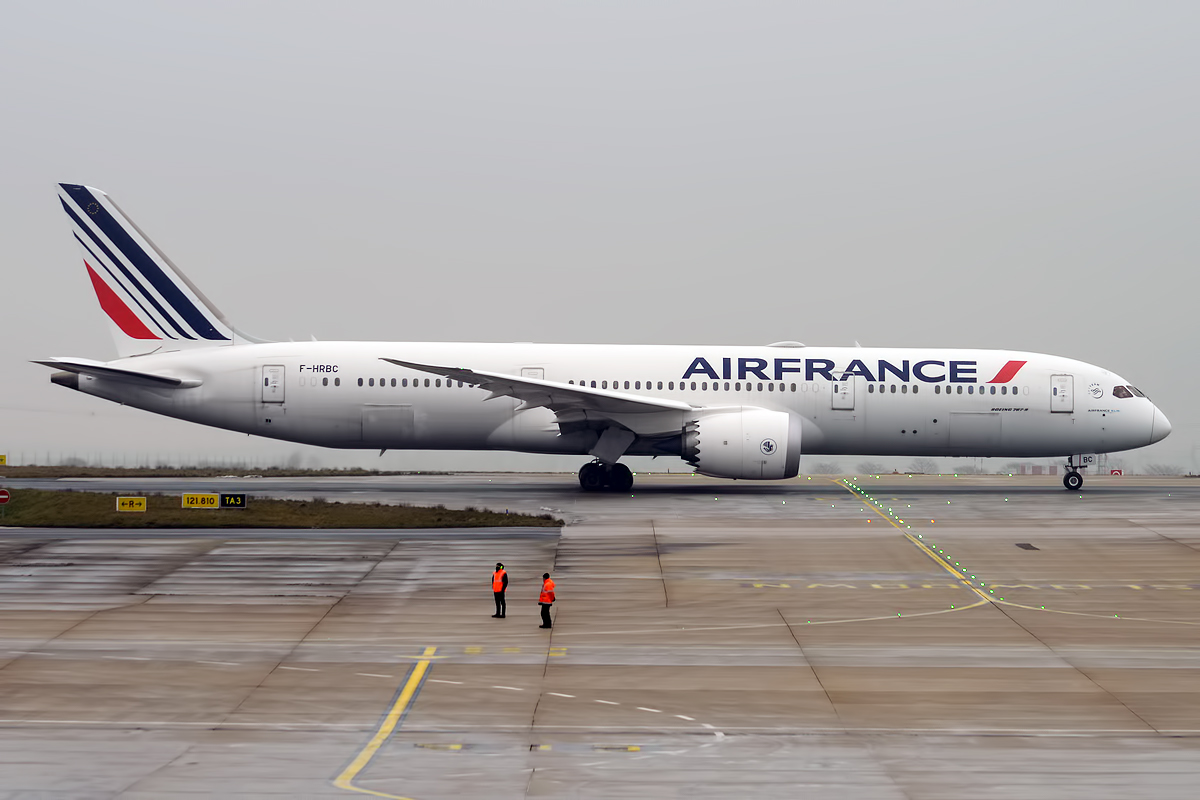
Un Boeing 787 con la livrea del 2017.

### Marketing
La nuova canzone ufficiale suonata prima e dopo i voli Air France (durante l'imbarco e dopo l'atterraggio) è "The World Can Be Yours" di Telepopmusik. Air France ha utilizzato diversi gruppi di musica popolare per il suo marketing e l'atmosfera a bordo, da The Chemical Brothers nel 1999 a Télépopmusik nel 2010.
Air France ha lanciato una nuova campagna pubblicitaria nel 2015 progettata da BETC e diretta da We Are From LA, incentrata sulla cultura francese. Insieme alla campagna pubblicitaria e agli annunci stampati, Air France ha anche introdotto un video sulla sicurezza a tema simile. La musica è una versione personalizzata della canzone di Glass Candy Warm in the Winter.

### Le divise
Le divise di Air France denotano i ranghi degli assistenti di volo. Due strisce d'argento sulle maniche denotano un capo commissario. Una striscia argentata sulla manica denota un Commissario. Gli assistenti di volo non hanno strisce sulle maniche. Le divise femminili dell'equipaggio di cabina presentano le strisce sul taschino piuttosto che sulla manica per le loro controparti maschili. Le attuali divise di Air France sono state create dallo stilista francese Christian Lacroix.

### Logo
Al momento della sua formazione, Air France ha adottato il logo del cavalluccio marino del suo predecessore Air Orient, noto come hippocampe ailé (a volte chiamato in modo derisorio "la crevette", o gambero, dai suoi dipendenti), come sua insegna. Prima della fusione Air France-KLM, l'ippocampe ailé veniva utilizzato nella sezione anteriore degli aeromobili accanto a "Groupe Air France"; dopo la fusione, il logo Air France-KLM è stato sostituito nella zona del muso e l'ippocampe ailé è stato trasferito nelle gondole dei motori. L'acronimo "AF" è stato anche messo in evidenza sulla bandiera della compagnia aerea. Il 7 gennaio 2009, Air France ha sostituito il proprio logo con una striscia rossa.

## Cabina
Air France offre un mix di tre e quattro configurazioni di cabina per rotte internazionali a lungo raggio, con La Première (aeromobili selezionati), Business, Premium Economy ed Economy. Schermi personali con audio video on demand sono disponibili in tutte le cabine di tutti gli aeromobili a lungo raggio. I voli europei a corto e medio raggio sono caratterizzati da una configurazione a tre cabine con Business, Premium Economy ed Economy.

### La Première

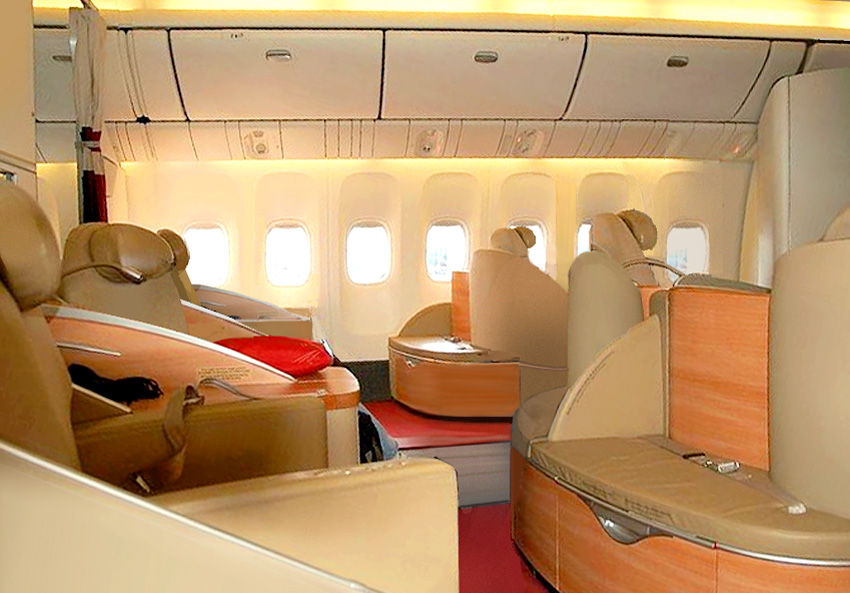
La Première su uno dei Boeing 777-300ER.

La Première, la prima classe a lungo raggio di Air France, è disponibile su Boeing 777-300ER selezionati. La cabina dispone di sedili in legno e pelle reclinabili di 180°, formando letti lunghi due metri. Ogni sedile è dotato di uno schermo personale touchscreen da 10,4 "con giochi interattivi e audio video on demand, un divisorio per la privacy, funzione di automassaggio, luce di lettura, cassetto portaoggetti, cuffie con cancellazione del rumore, telefono personale e porte di alimentazione per laptop. Ogni passeggero è dotato anche di un servizio di cappotti personalizzato, coperta in pura lana merino, un cuscino "stile boudoir" e un kit da viaggio con prodotti Biologique Recherche per la cura del viso e del corpo per idratare e rinfrescare la pelle. Il servizio di couverture comprende un materasso, un piumone, un cuscino di piume ipoallergenico, indumenti da notte, un sacchetto per la polvere per le scarpe e un paio di pantofole. I servizi di pasti su richiesta à la carte includono antipasti creati dallo chef Guy Martin. L'accesso alla lounge privata è offerto in tutto il mondo con un'auto con autista per l'aereo. La Première non è disponibile su Airbus A330-200, Airbus A340-300, Boeing 777-200ER e Boeing 777-300ER selezionati dove la business è la classe di cabina più alta.

### Business
Business, la business class a lungo raggio di Air France, è disponibile su tutti gli aeromobili a lungo raggio. È dotata di sedili reclinabili ad angolo fino a due metri di lunghezza. Ogni posto include un monitor TV touchscreen da 10,4 pollici con giochi interattivi e AVOD, luce di lettura, telefono personale e prese di alimentazione per laptop. Il servizio pasti comprende pasti di tre portate e un servizio di formaggi o un menu espresso servito subito dopo il decollo.
Air France ha reso disponibile un nuovissimo prodotto di classe business, il sedile è uno Zodiac Aerospace Cirrus ed è progettato da Mark Collins di Design Investment, specializzato nel mondo dei trasporti di fascia alta e dall'agenzia di design e branding, Brandimage. Il nuovo sedile è stato installato sui Boeing 777 da giugno 2014 fino all'estate 2016, tutti gli altri tipi di aeromobili sono poi stati adattati ad eccezione del Boeing 747-400, Airbus A380 e Airbus A340-300 in quanto sarebbero dovuti essere ritirati dal flotta rispettivamente entro il 2016, 2019 e 2020. Sono stati installati 2.102 posti a sedere. La nuova cabina presenta un layout 1-2-1 rispetto al layout 2-3-2 che si trova attualmente sul 777. Il nuovo schermo da 16 pollici (41 cm) offre un'esperienza di navigazione a bordo unica simile a un tablet. Con un'interfaccia utente completamente ridisegnata e disponibile in 12 lingue (francese, inglese, spagnolo, portoghese brasiliano, cinese, giapponese, coreano, tedesco, italiano, olandese, russo e arabo), scegliendo un programma di intrattenimento tra oltre 1.000 ore di intrattenimento. Il sedile si trasforma in un letto completamente piatto con inclinazione di 180 gradi, è dotato di telecomando touchscreen, porta USB, presa elettrica universale, nuove cuffie con cancellazione del rumore, schermo per la privacy, testiera imbottita firmata Air France, ampio spazio di archiviazione, poggiatesta regolabile e un piumone con cuscino XXL in piuma d'oca.

### Premium Economy

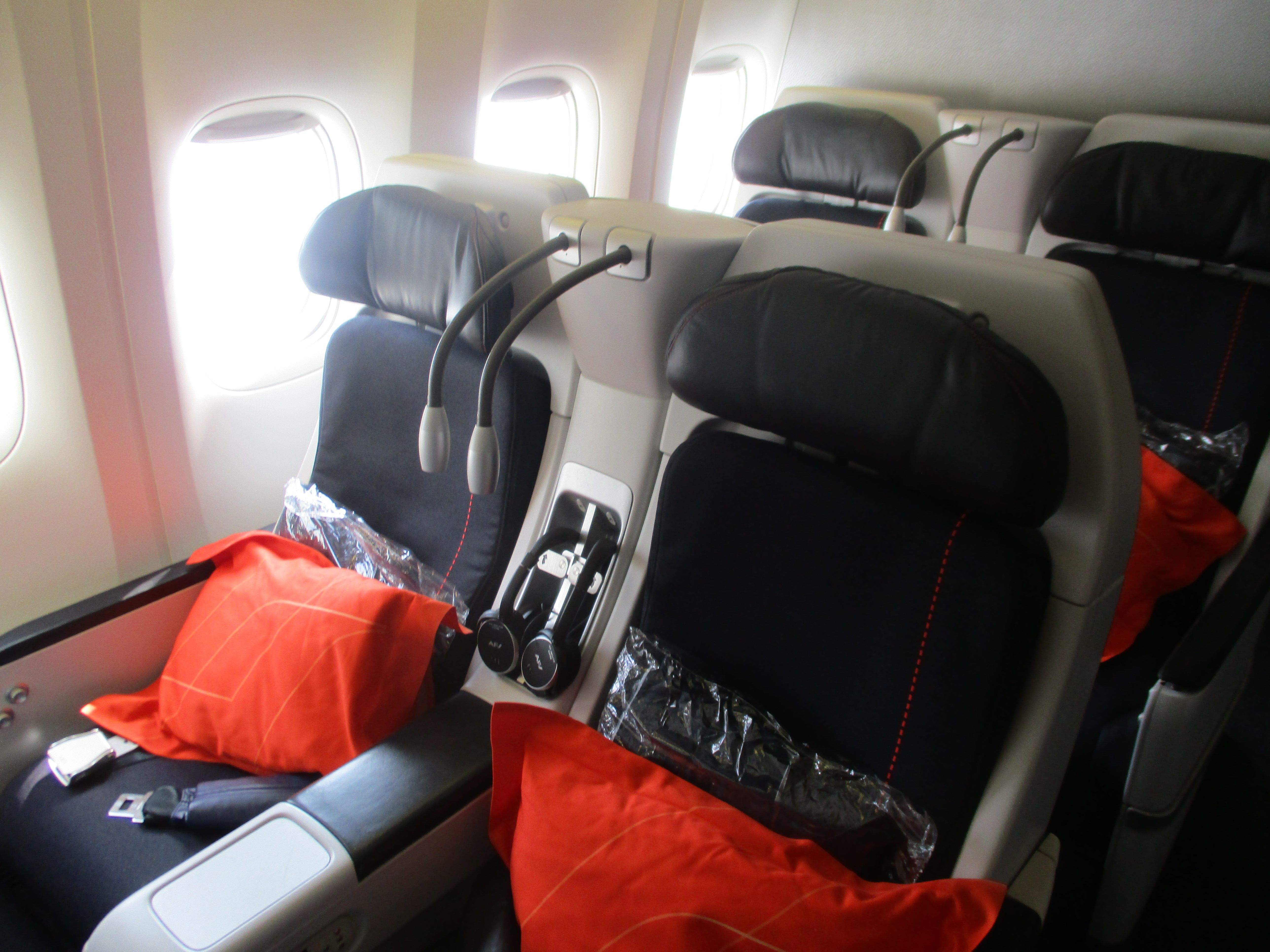
Sedili della premium economy su un Boeing 777-200ER.

Premium Economy, è la classe premium economy di Air France per i voli a lungo raggio, che è diventata disponibile sui Boeing 777-200ER, 777-300ER, Airbus A330-200 tra la fine del 2009 e l'inizio del 2010. I sedili sono stati installati anche sull'ex Airbus A340-300 tra la fine del 2009 e l'inizio del 2010 e l'Airbus A380-800 tra la fine del 2010 e l'inizio del 2011. Si tratta di una sezione di cabina dedicata con un layout 2-4-2 (2-3-2 sulla flotta Airbus a lungo raggio e 3-3-3 per Alize sul 777-300 che serve le rotte dell'Oceano Indiano e dei Caraibi) con passo da 38" (36" per i sedili Alize a lungo raggio), sedili fissi reclinabili a 123°, incluso un poggiatesta regolabile, un touchscreen da 10,4", lampada da lettura personale, prese di alimentazione universali e poggiagambe regolabile (40% di spazio in più rispetto ai sedili Voyageur; i sedili sono più larghi del 20% e offrono il 20% di spazio per le gambe in più). Ce ne sono 32 sui Boeing 777-300ER, 24 sui Boeing 777-200 e 21 sugli Airbus A340-300 e A330-200 (tra la cabina Business ed Economy). I passeggeri ricevono una franchigia bagaglio doppia, servizi aeroportuali prioritari, accesso alla lounge (a pagamento) e miglia extra per il programma frequent flyer. A bordo, i servizi includono cuffie Sennheiser con cancellazione del rumore, un kit di cortesia (con calze, maschera per gli occhi, spazzolino da denti e dentifricio e tappi per le orecchie), coperte migliorate e un servizio pasti migliorato con secondo pasto caldo, caramelle e gelato il tutto servito con posate in vero vetro e metallo. Un nuovo tipo di sedile Premium Economy migliorato che utilizza lo stesso guscio è stato introdotto a partire da giugno 2014 sui Boeing 777, caratterizzato da una migliore ammortizzazione e un migliore poggiapiedi.

### Economy

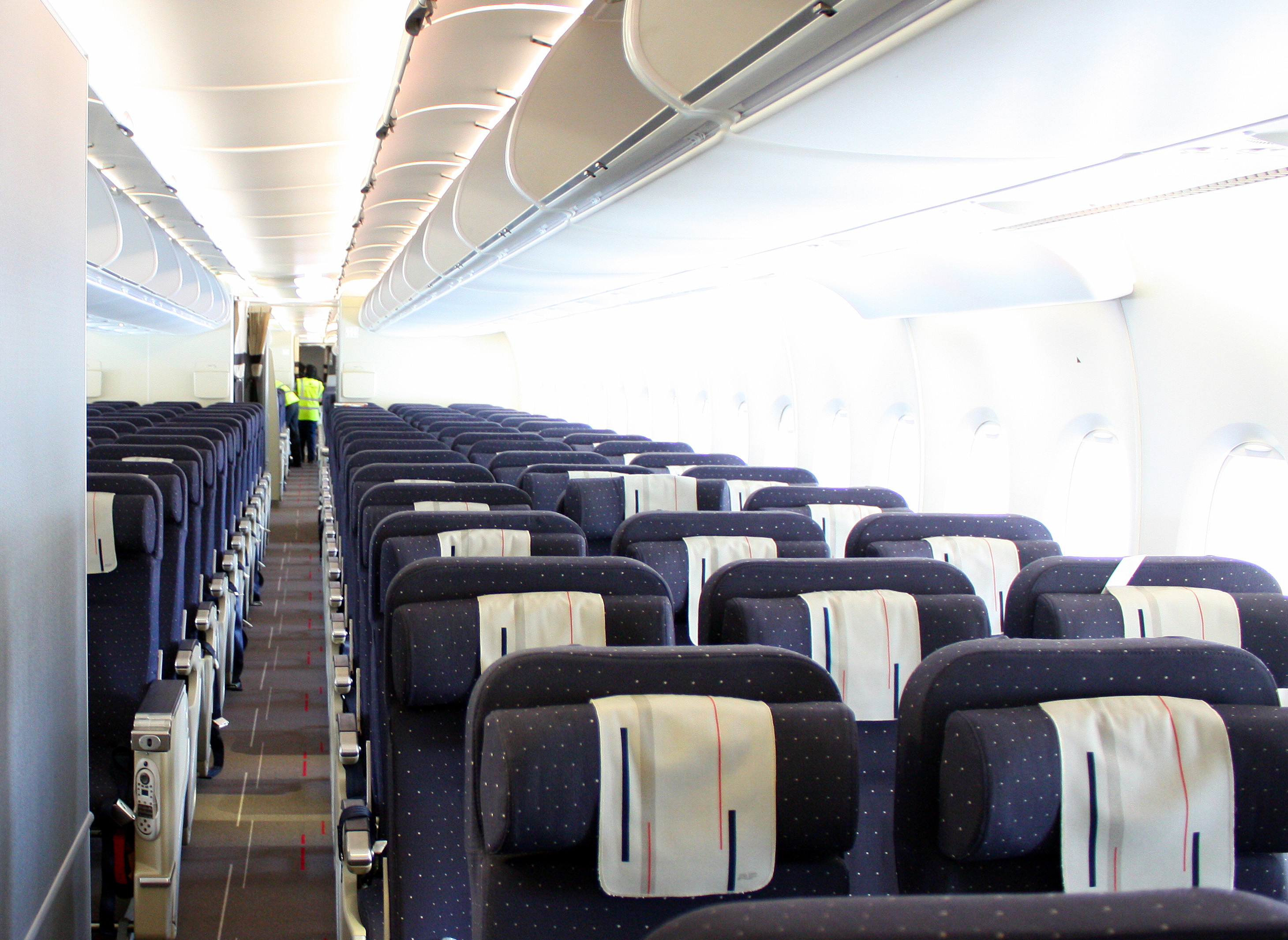
L'economy class su uno degli ex Airbus A380.

Economy, la classe economica di Air France, dispone di sedili reclinabili fino a 118°. L'attuale sedile Economy a lungo raggio, che ha debuttato sul Boeing 777-300ER, include poggiatesta alati, un telefono personale e un monitor TV touchscreen con AVOD Interactive Entertainment System che sono stati installati su tutta la flotta a lungo raggio di Air France. Sui voli a lungo raggio, viene presentato un menu con una scelta di due pasti. I servizi Economy a corto e medio raggio sono operati da aeromobili della famiglia Airbus A320 con diverse disposizioni dei posti. Air France è una delle poche compagnie aeree che dispone di poggiatesta alati su aeromobili di corto e medio raggio in entrambe le classi. Sui voli a corto raggio viene servito uno spuntino, mentre sui voli a medio raggio viene servito un pasto freddo di tre portate. Le bevande alcoliche gratuite sono disponibili su tutti i voli, compreso lo champagne. Sulla maggior parte degli aeromobili, Air France offre posti con spazio extra per le gambe in economy chiamati Seat Plus. Questi posti si trovano nelle file di uscita della classe economica e in altre file a seconda dell'aereo, così come i sedili economici sul ponte superiore del 747, offrendo almeno 4" di spazio in più (36" contro i normali 32" nei sedili standard economici), la sezione Seat Plus del 747 offriva anche un ulteriore mezzo pollice di larghezza del sedile.
Air France ha introdotto un nuovissimo prodotto economico a lungo raggio che presenta un nuovo sedile slimline che offre fino a un pollice in più di spazio per le gambe, tavolo più ampio, prese elettriche universali, braccioli retrattili, poggiatesta in pelle con alette, più spazio di archiviazione, schermi da 10 pollici ad alta definizione con l'intrattenimento di volo più recente con una porta USB, un supporto per le cuffie e cuscini di nuova concezione con diversi modelli del logo Air France. I sedili sono stati installati insieme ai nuovi posti La Première, Business e Premium Economy da giugno 2014 fino all'estate 2016 sui Boeing 777, il cuore della flotta. Tutti gli altri aeromobili sono stati adattati ad eccezione degli Airbus A340-300, Airbus A380-800 e Boeing 747-400 poiché tutti e tre i tipi sarebbero stati ritirati entro il 2020.

## Servizi

### Pasti a bordo

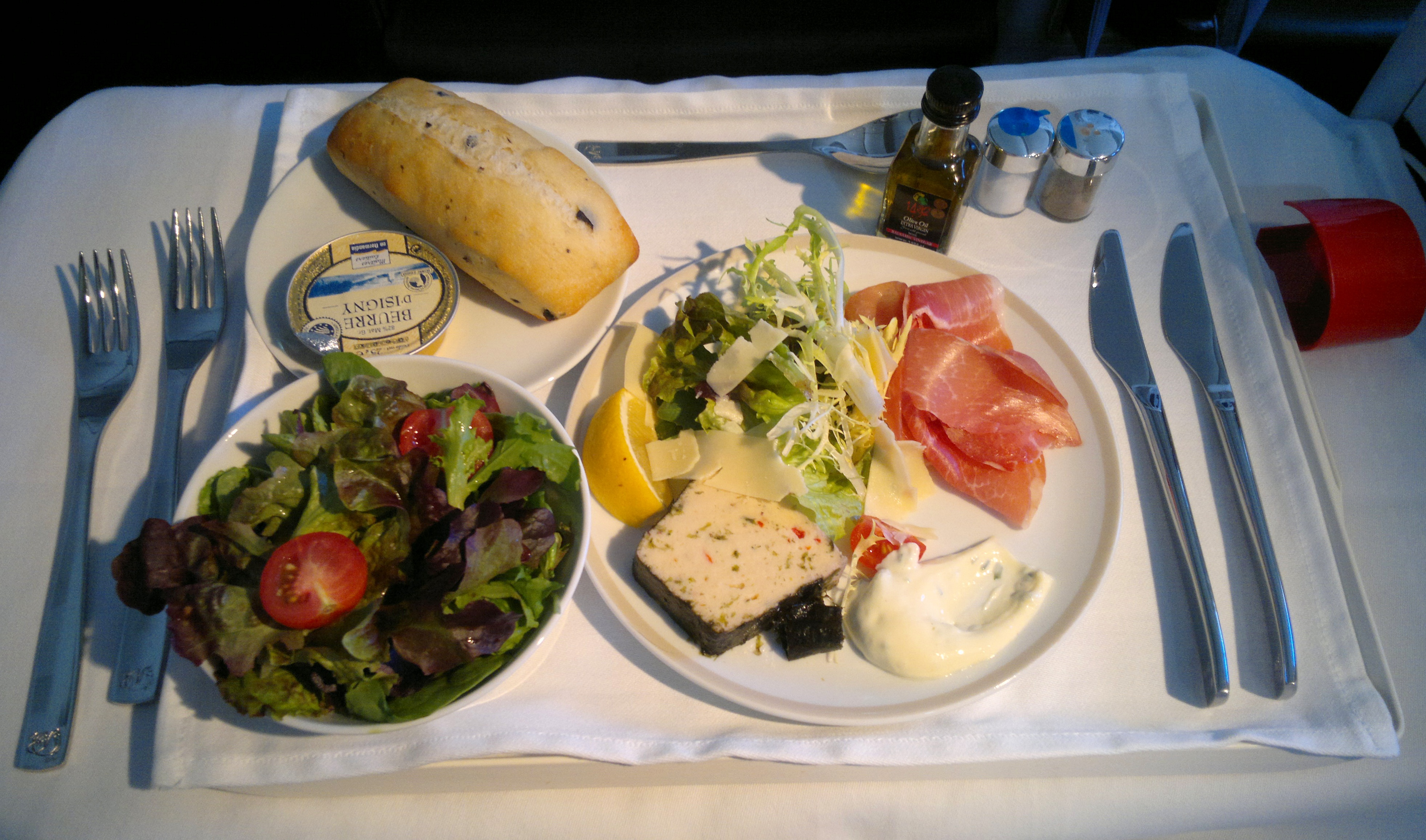
Un pasto nella business class di Air France.

Per La Première, il menu di prima classe di Air France è disegnato da Guy Martin, chef di Le Grand Vefour, un ristorante tre stelle Michelin a Parigi. Le voci del menu includono antipasti, primi piatti, cestino del pane e formaggi, insieme a un carrello dei dolci che include pasticcini, pasticcini e tortine. Sui voli a lungo raggio, Air France serve anche champagne in omaggio ai passeggeri di tutte le classi.

### Intrattenimento
Air France offre Audio Video on Demand (AVOD) in tutte le cabine di tutti gli aeromobili a lungo raggio. Il sistema di intrattenimento in volo offre più canali di video, audio, musica e giochi. Air France Magazine, la pubblicazione a bordo della compagnia aerea, è inclusa in ogni posto, e Air France Madame, una rivista di moda di lusso con una prospettiva femminile, è inclusa nelle cabine e lounge La Première e Business. Su tutti i voli, tutti i film possono essere visti in inglese, spagnolo e francese. I film selezionati su tutti i voli sono disponibili anche in cinese, giapponese, hindi e coreano. La compagnia aerea offre corsi di lingua Berlitz International tramite il sistema di intrattenimento in volo.
Il 29 maggio 2013, KLM e Air France hanno lanciato un progetto per testare il Wi-Fi in volo. Entrambe le compagnie aeree hanno dotato di Wi-Fi un Boeing 777-300ER di ciascuna delle loro flotte. Utilizzando il Wi-Fi in volo, i passeggeri possono rimanere online utilizzando i loro smartphone, laptop o tablet abilitati Wi-Fi. Il servizio wireless inizierà una volta che il volo avrà raggiunto i 20 000 piedi (6 100 m).

### Le Salon
Le lounge di Air France sono conosciute come Le Salon e sono aperte ai passeggeri La Première e Business, nonché ai soci Flying Blue Gold, Flying Blue Platinum, SkyTeam Elite ed Elite Plus. In tutto il mondo, ci sono 530 lounge Air France e Skyteam in 300 aeroporti internazionali in tutti i continenti tranne l'Antartide.

### Flying Blue
Flying Blue, il programma frequent flyer di Air France-KLM, assegna ai soci punti in base alle miglia percorse e alla classe di servizio. L'iscrizione al programma è gratuita. Il programma è suddiviso in status standard (Explorer), Elite (Silver) ed Elite Plus (Gold e Platinum). Explorer è il livello base che si ottiene entrando nel programma. Lo stato Elite si ottiene accumulando un certo numero di miglia entro un anno solare. Le carte Elite Silver, Elite Plus Gold ed Elite Plus Platinum offrono vantaggi aggiuntivi. Una carta solo su invito chiamata Club 2000 è attribuita ad alcuni VIP, celebrità e politici. Ufficialmente, fornisce gli stessi vantaggi dello status Platinum, ma numerose fonti confermano che garantisce quasi l'upgrade a Business o La Première. Flying Blue è succeduto al precedente programma frequent flyer di Air France, Fréquence Plus, attivo fino alla fusione Air France-KLM nel 2003.

## Destinazioni

### Accordi commerciali
Al 2022 Air France ha accordi di code sharing con le seguenti compagnie:
- Aeroflot
- Aerolíneas Argentinas
- Aeroméxico
- Air Antilles
- Air Astana
- Air Austral
- Air Corsica
- Air Europa
- Air France Hop
- Air Malta
- Air Mauritius
- Air Serbia
- Air Tahiti Nui
- airBaltic
- Aircalin
- Alaska Airlines
- Atlantic Airways
- Austrian Airlines
- Azerbaijan Airlines
- Bangkok Airways
- Belavia
- Bulgaria Air
- China Airlines
- China Eastern Airlines
- China Southern Airlines
- Comair
- Copa Airlines
- Croatia Airlines
- Czech Airlines
- Delta Air Lines
- Etihad Airways
- Finnair
- Garuda Indonesia
- Gol Linhas Aéreas
- Georgian Airways
- IndiGo[75]
- ITA Airways[76]
- Japan Airlines
- Kenya Airways
- KLM
- Korean Air
- Luxair
- Middle East Airlines
- Qantas
- Saudia
- Singapore Airlines
- TAROM
- Transavia Airlines
- Ukraine International Airlines
- Vietnam Airlines
- Virgin Atlantic Airways
- WestJet
- Widerøe
- Winair

### Alleanze
Il 22 giugno 2000 Air France è entrata a far parte di SkyTeam.

## Flotta

### Flotta attuale

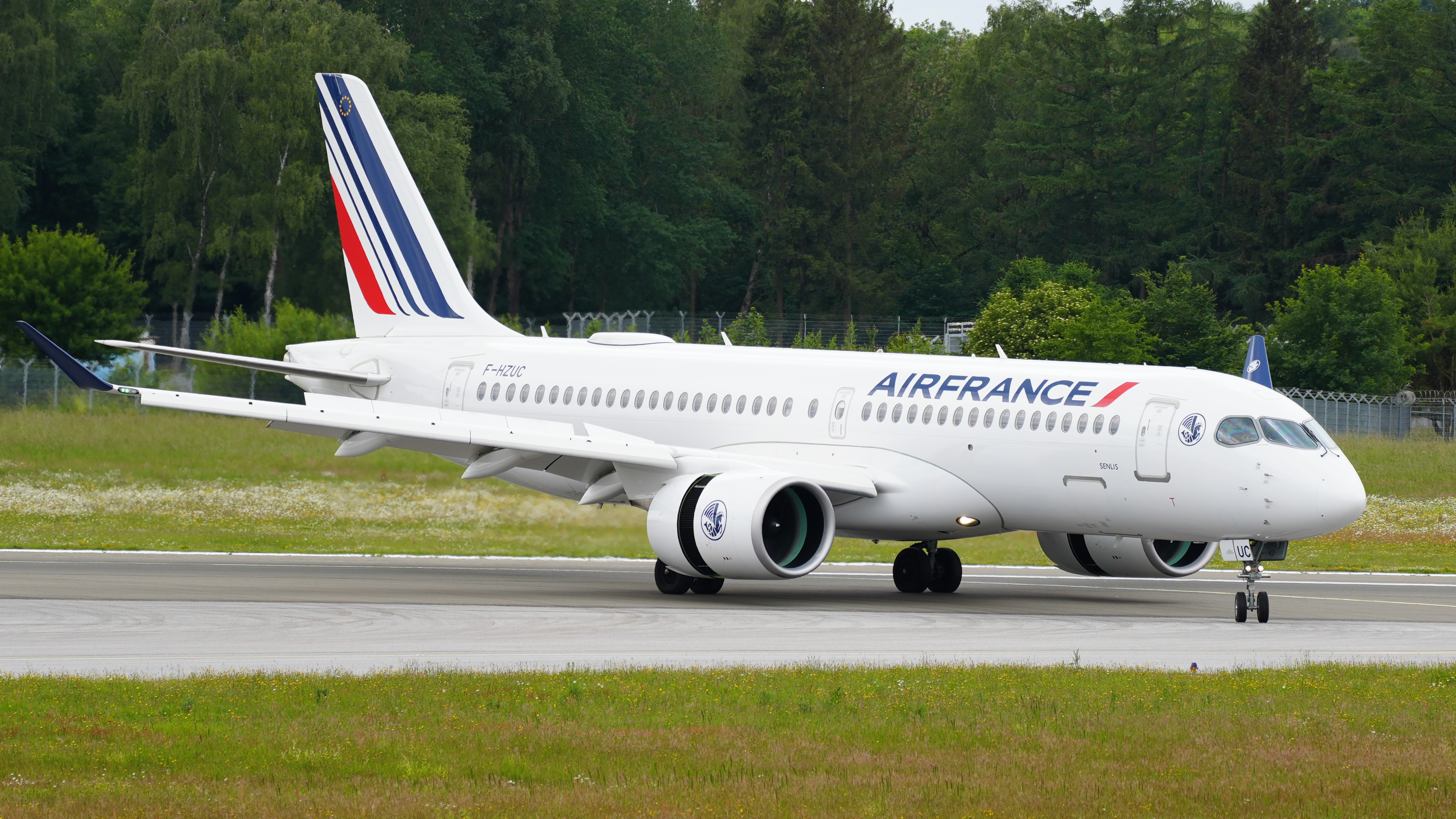
Un Airbus A220-300.

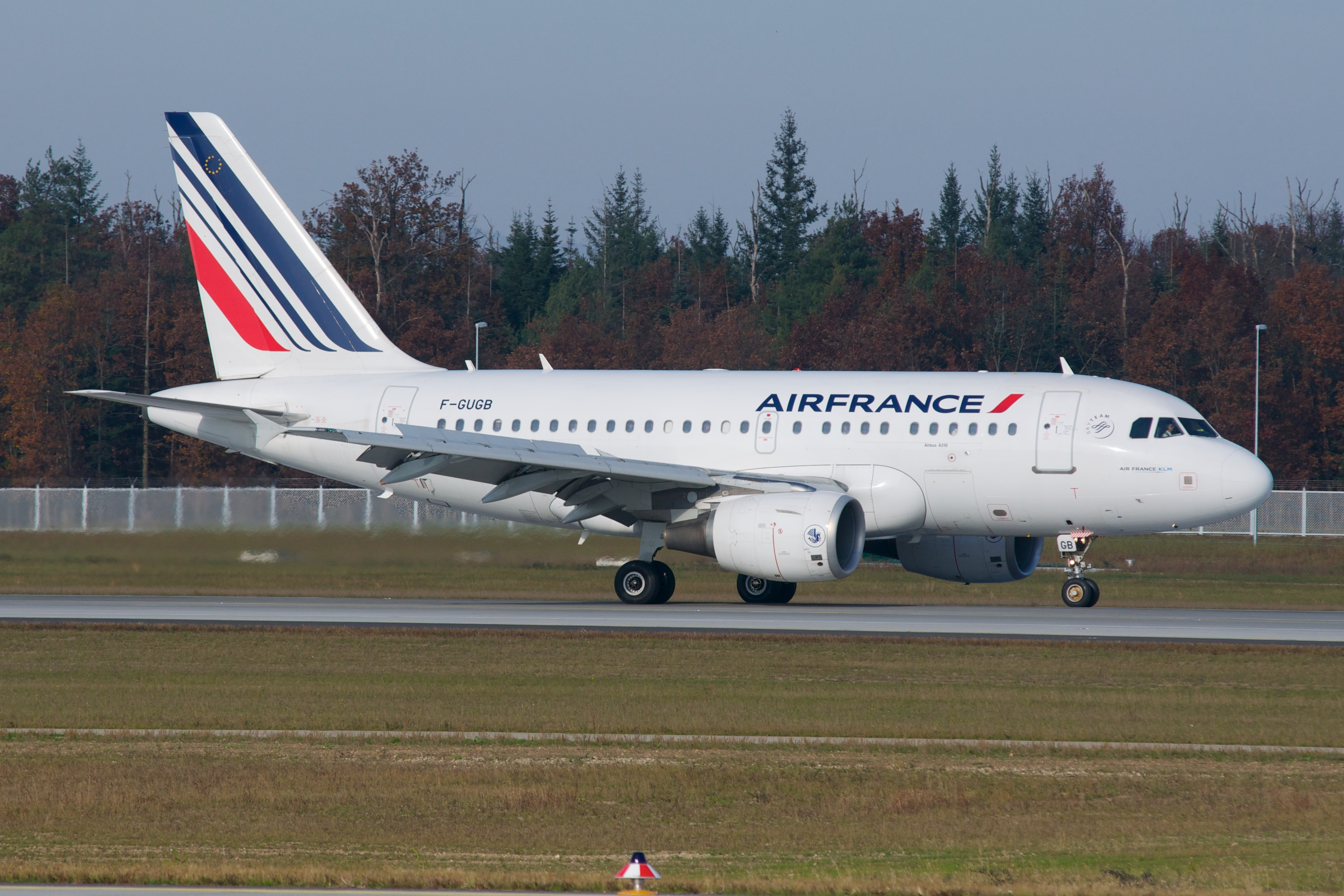
Un Airbus A318-100.

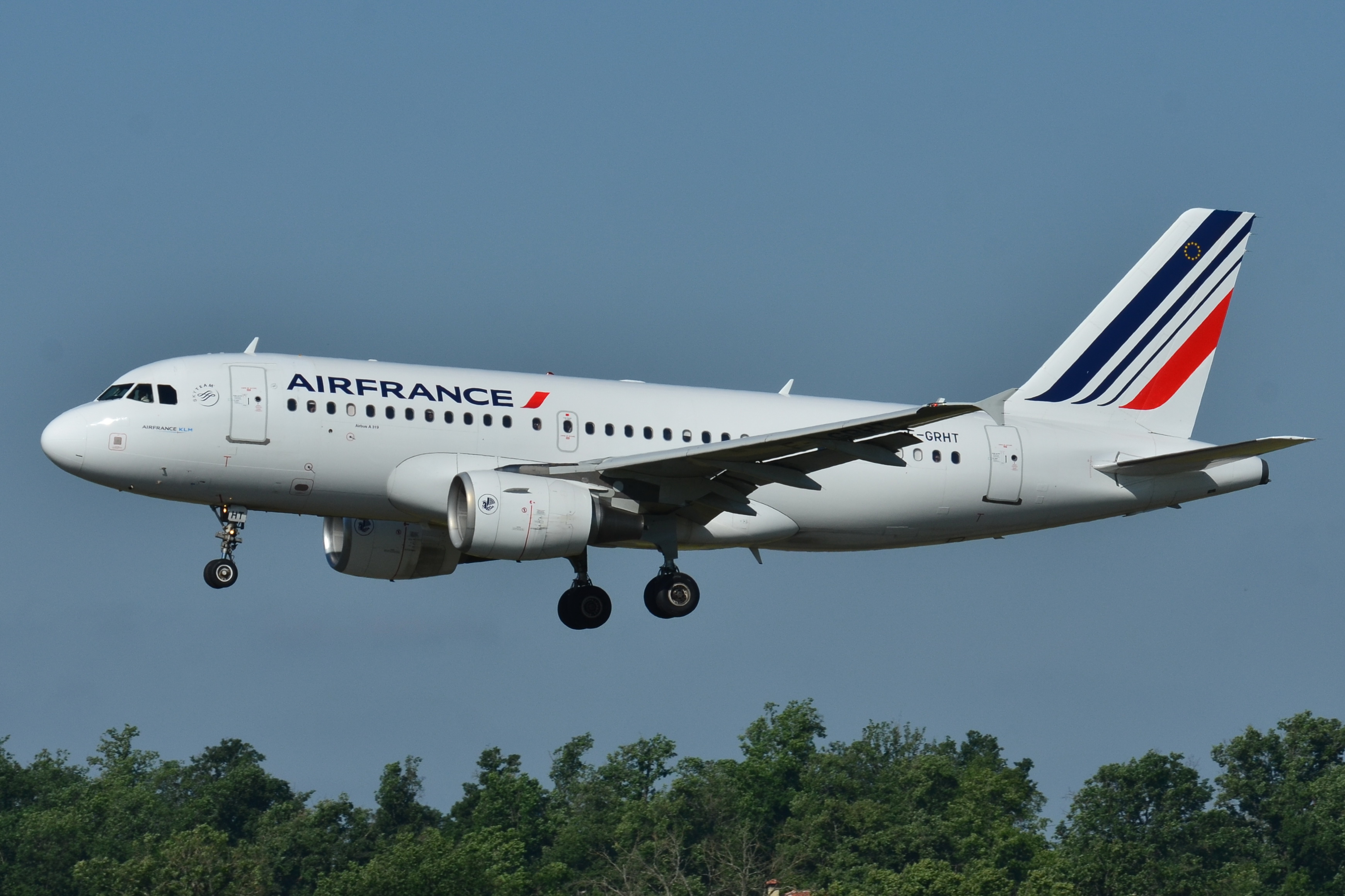
Un Airbus A319-100.

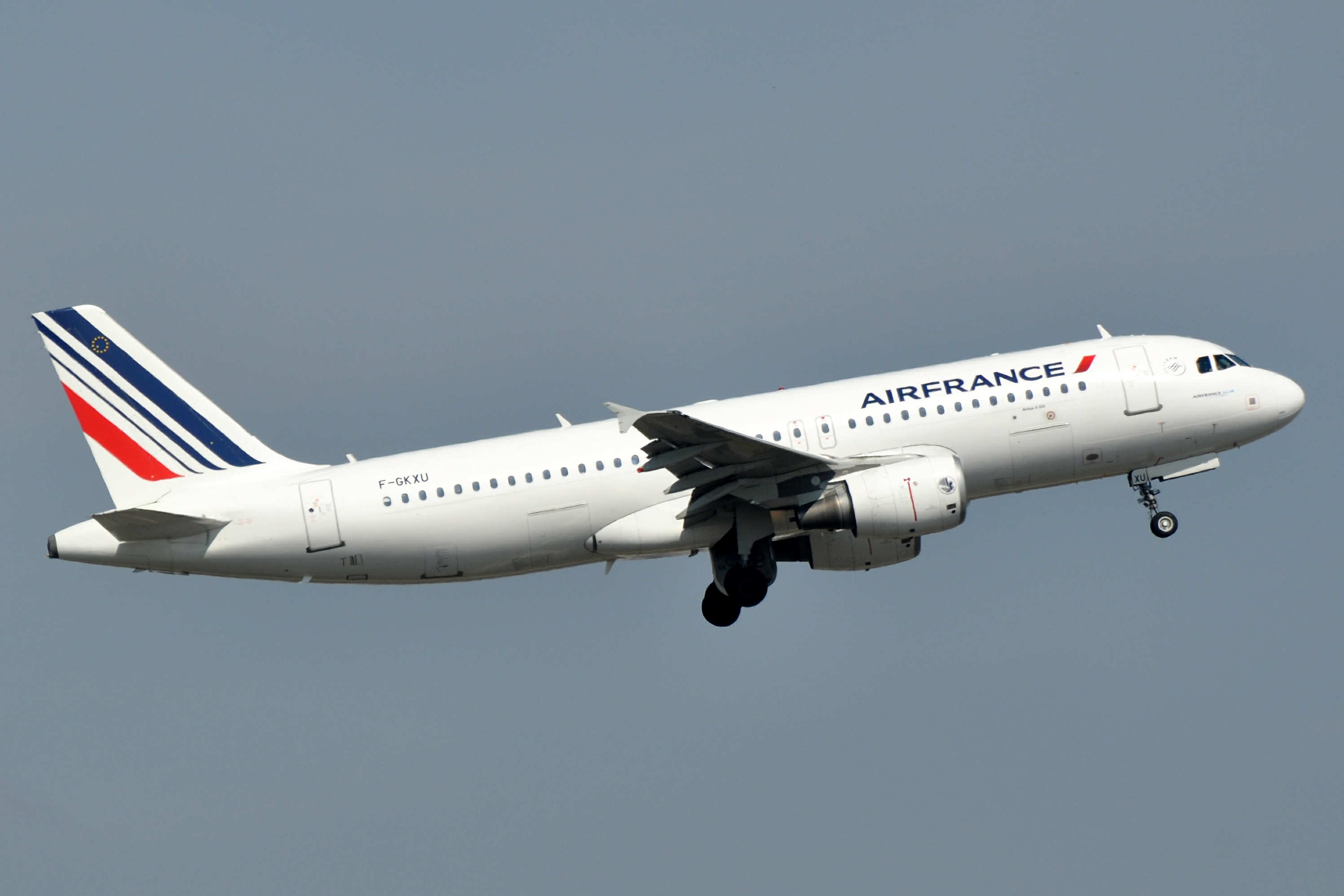
Un Airbus A320-200.

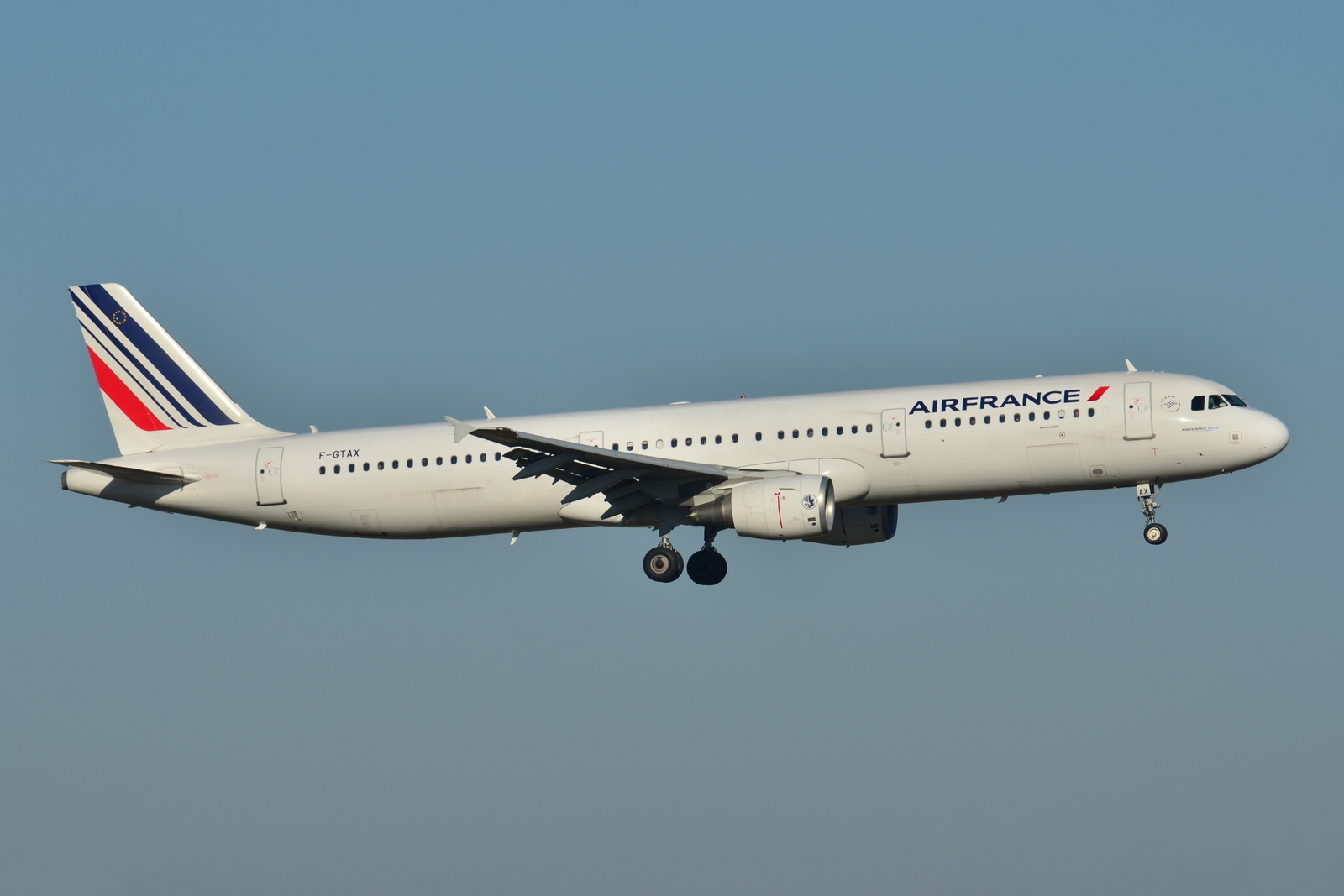
Un Airbus A321-200.

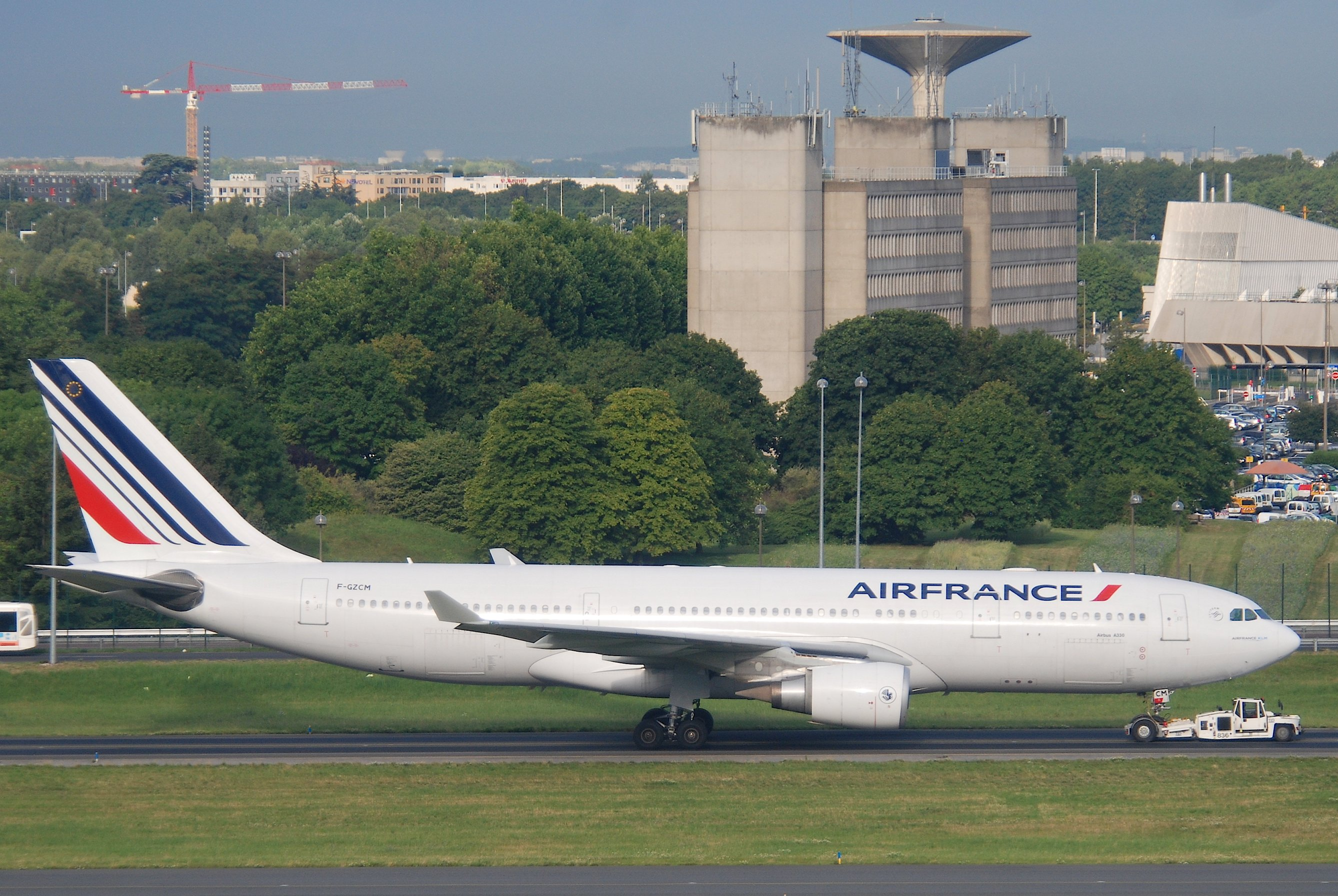
Un Airbus A330-200.

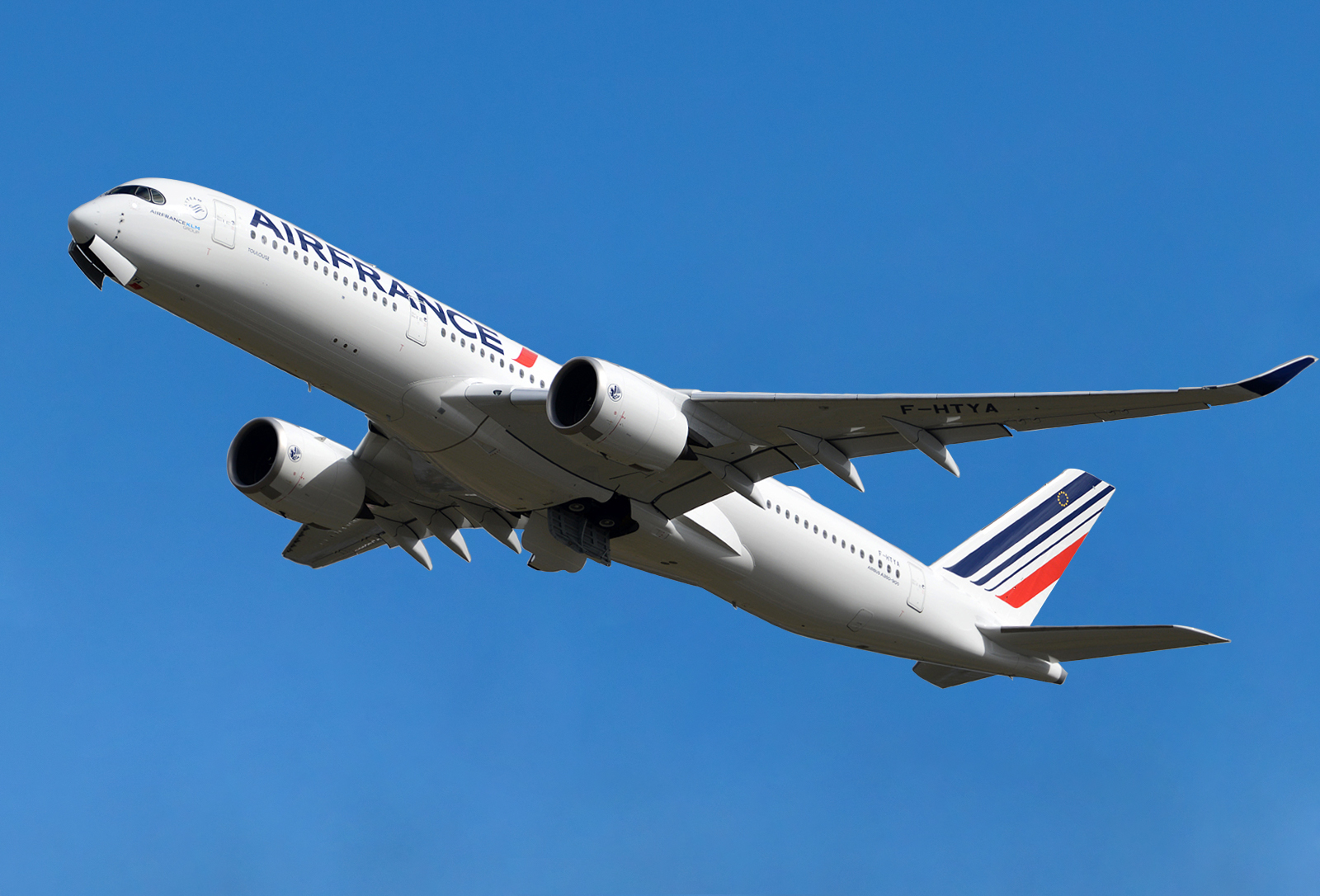
Un Airbus A350-900.

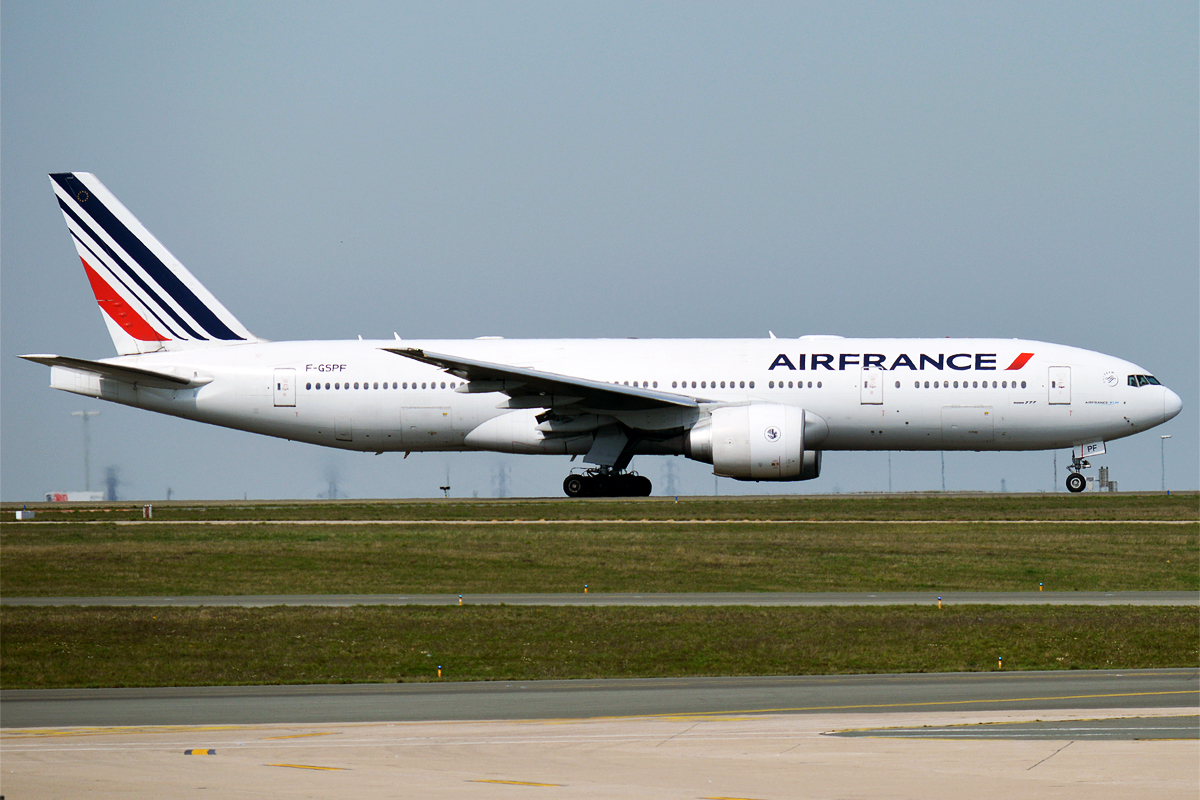
Un Boeing 777-200ER.

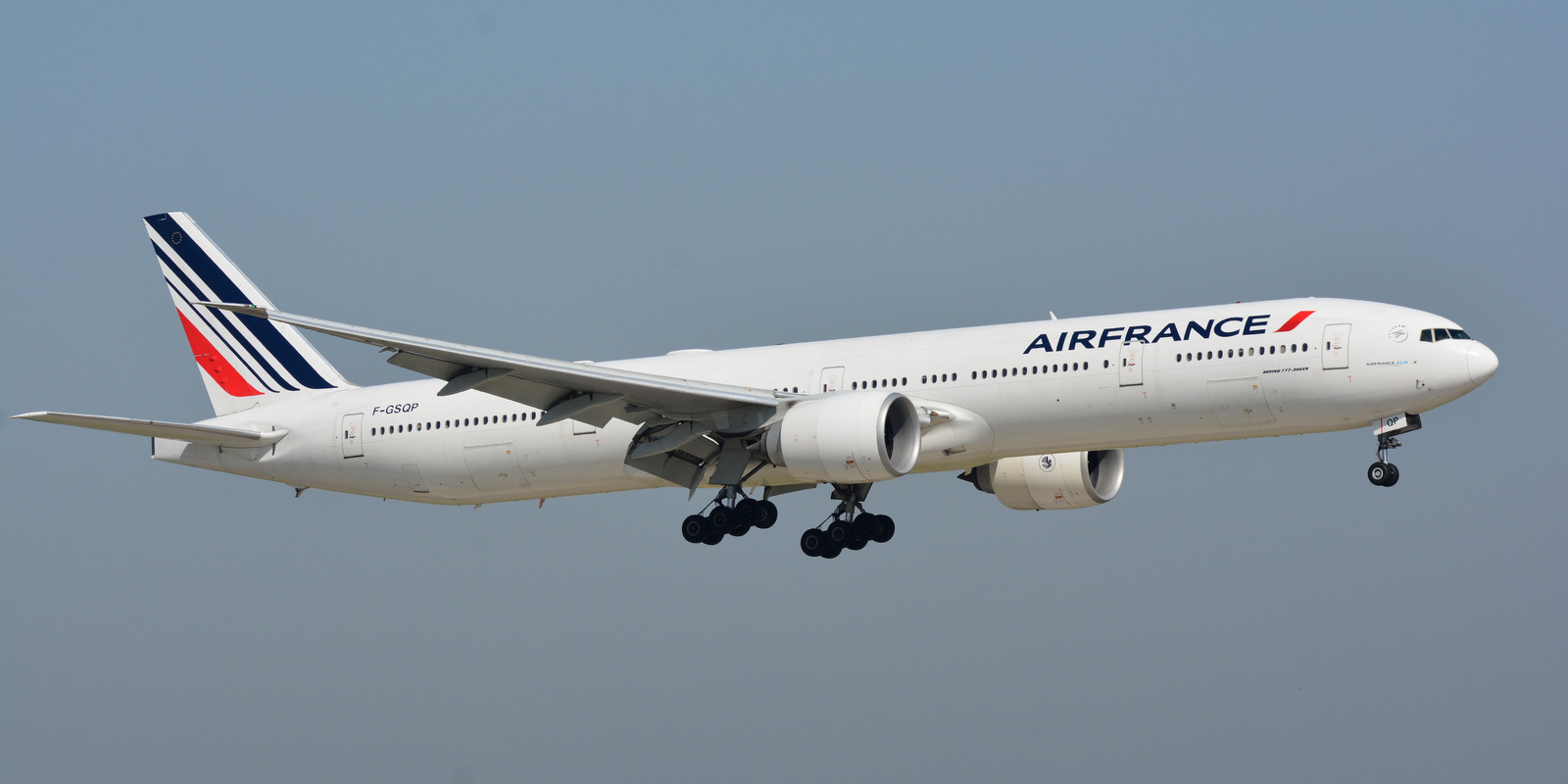
Un Boeing 777-300ER.

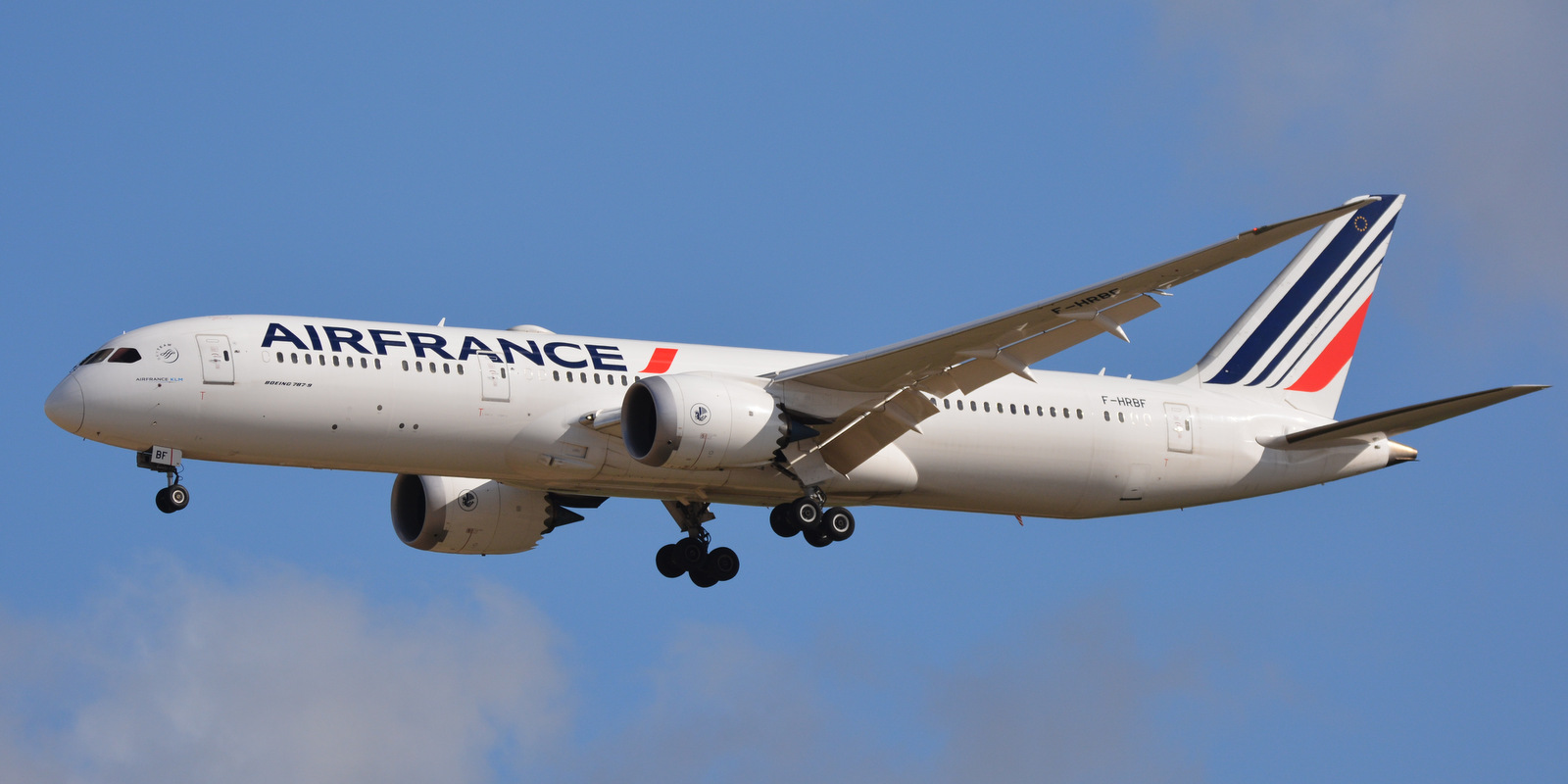
Un Boeing 787-9.

A settembre 2024 la flotta di Air France risulta composta dai seguenti aerei:

### Flotta storica

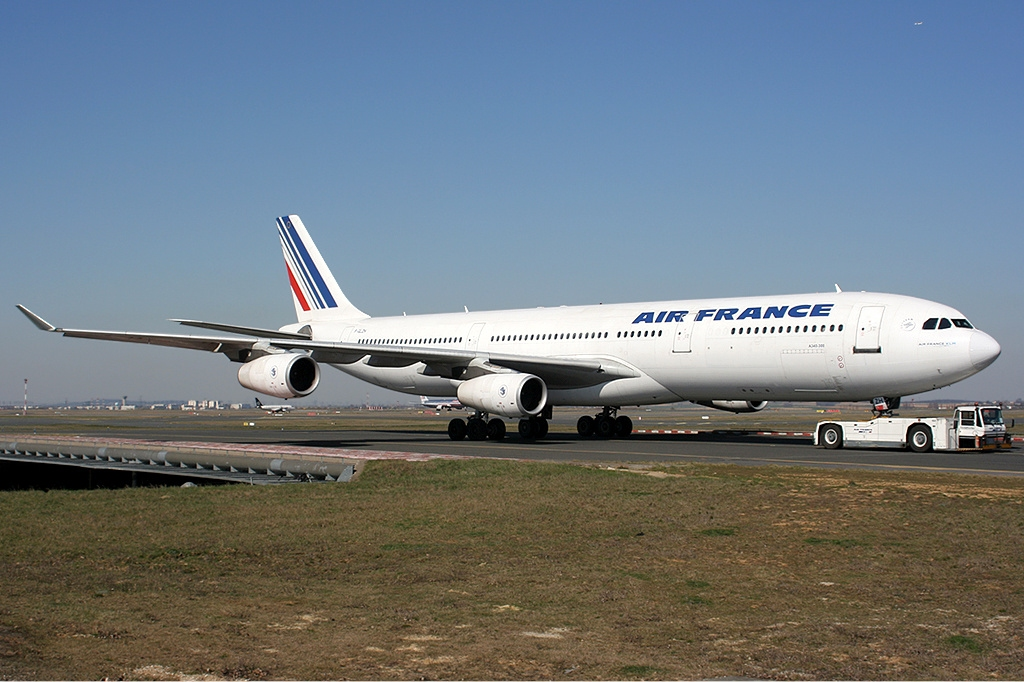
Un Airbus A340-300.

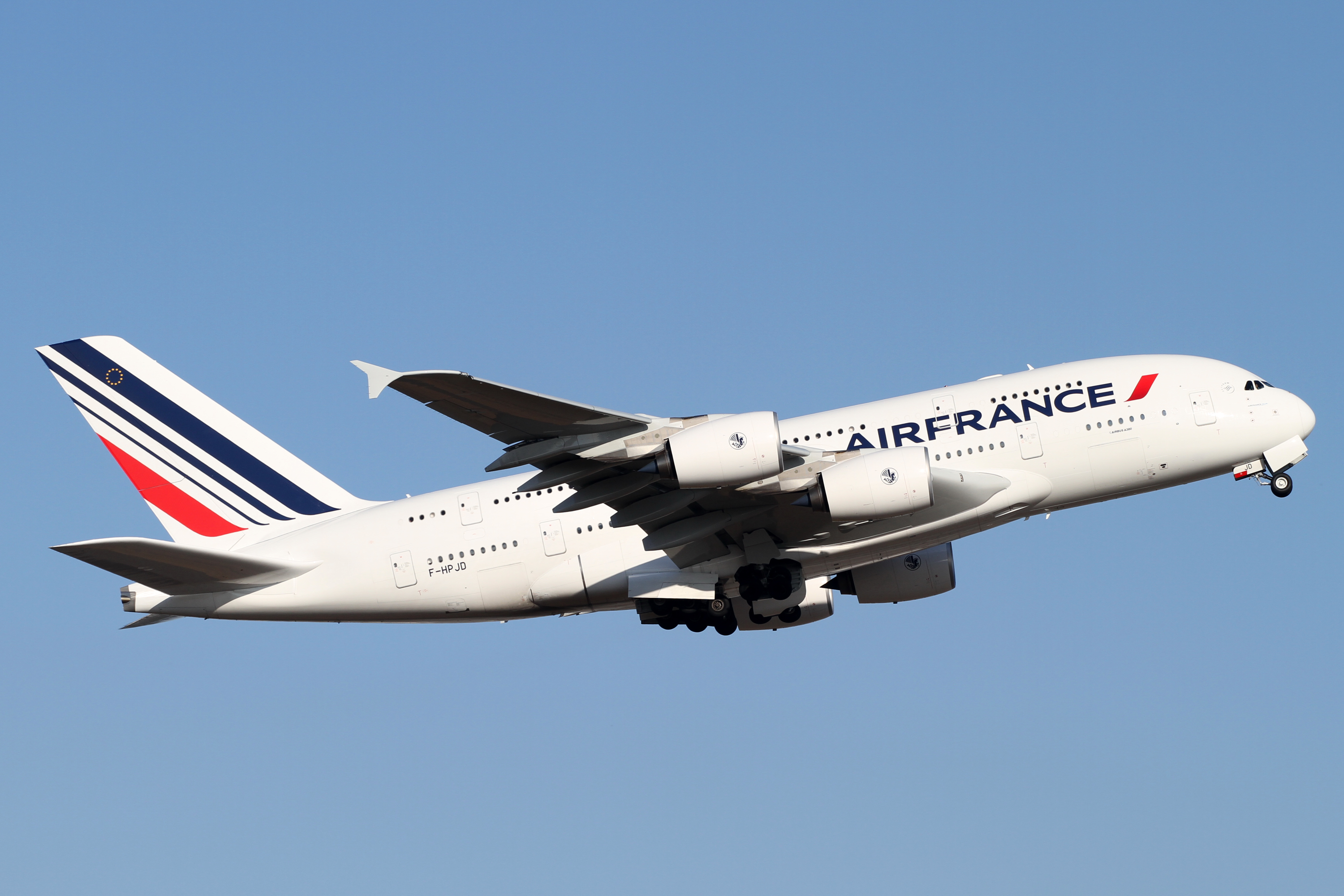
Un Airbus A380-800.

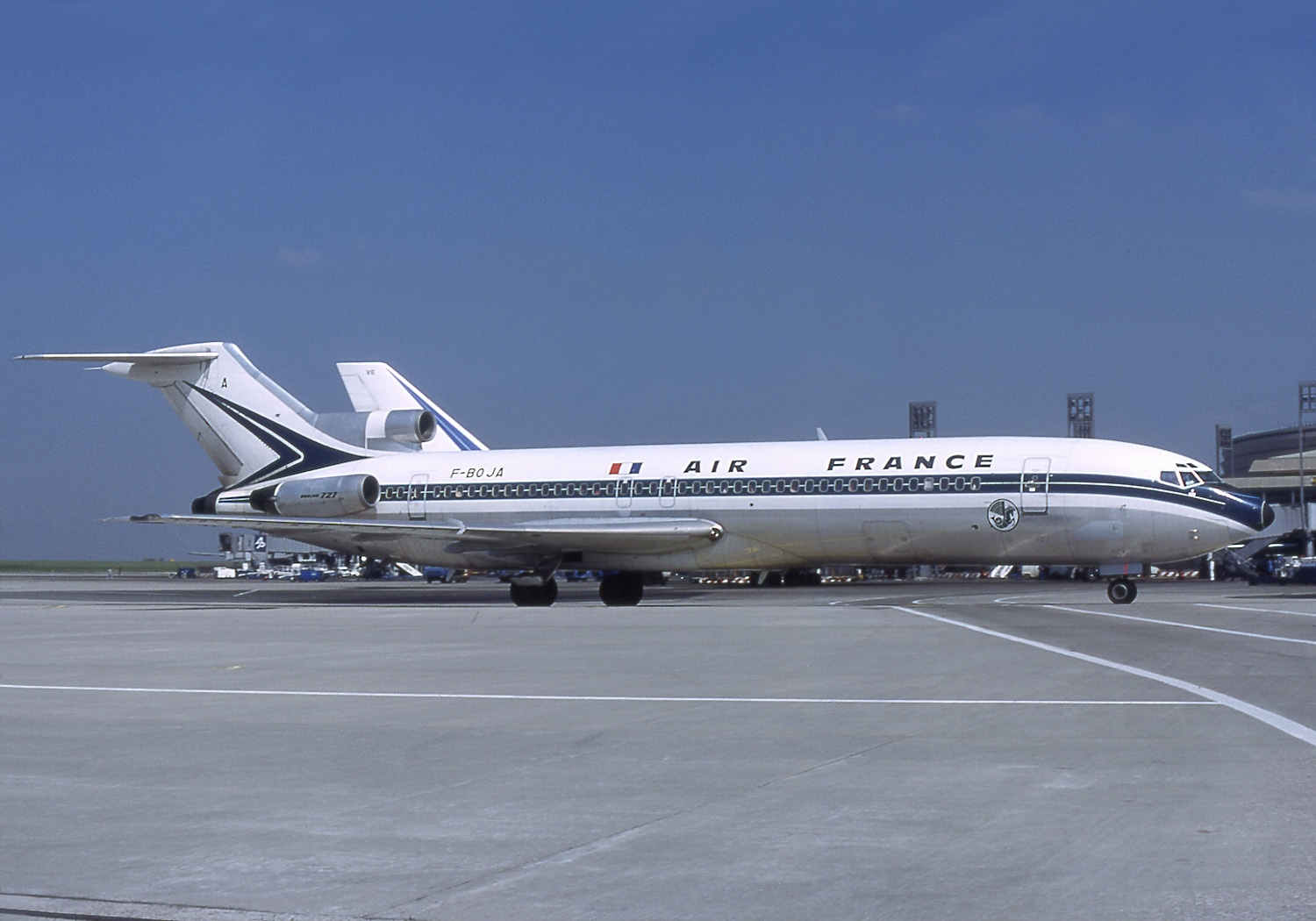
Un Boeing 727-200.

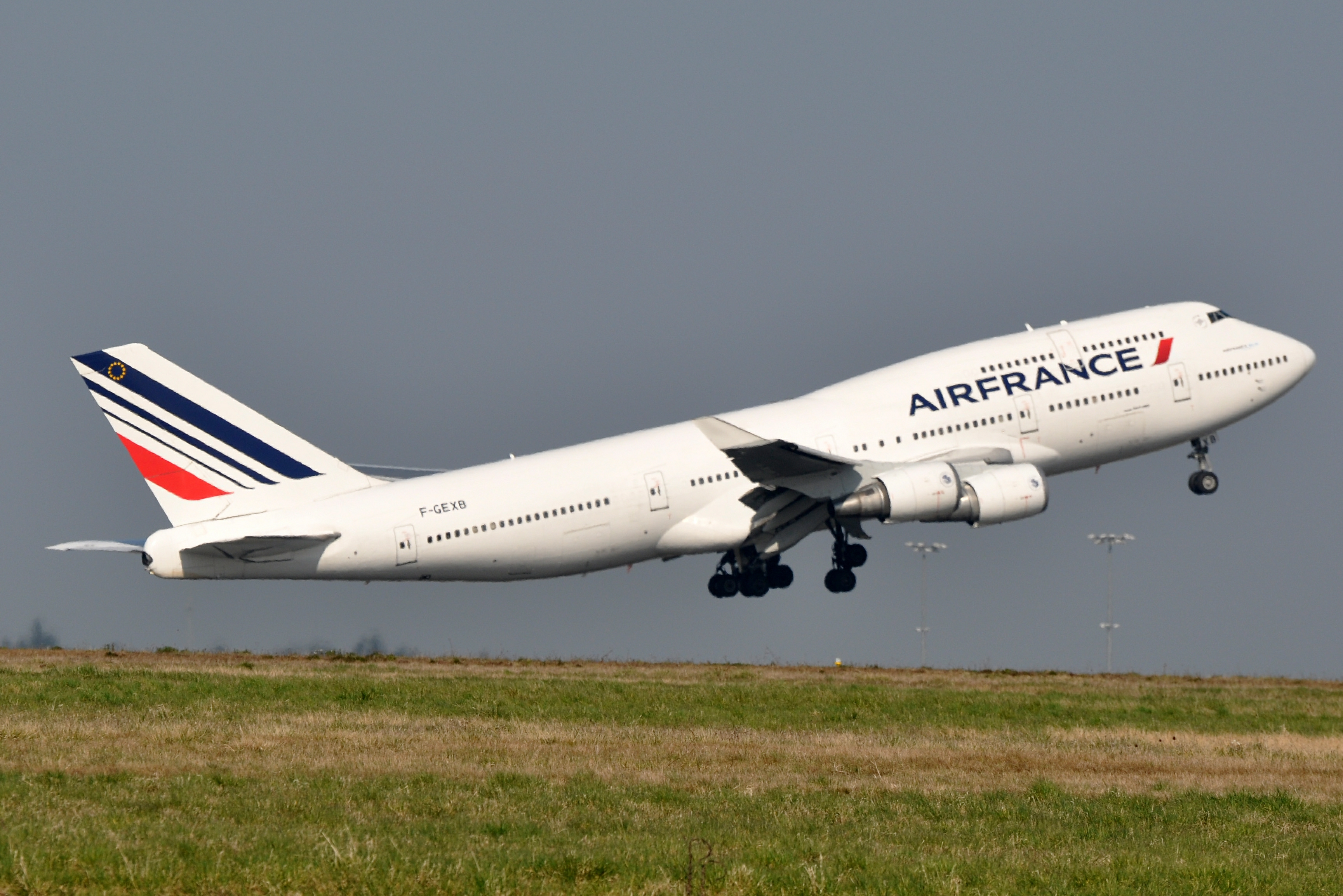
Un Boeing 747-400.

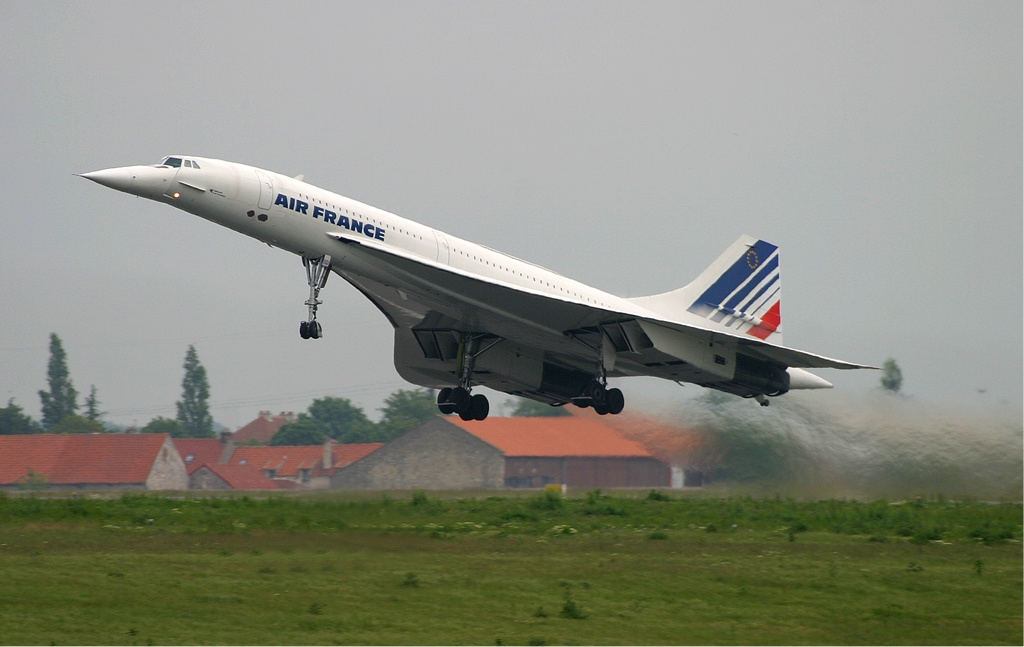
Un Concorde.

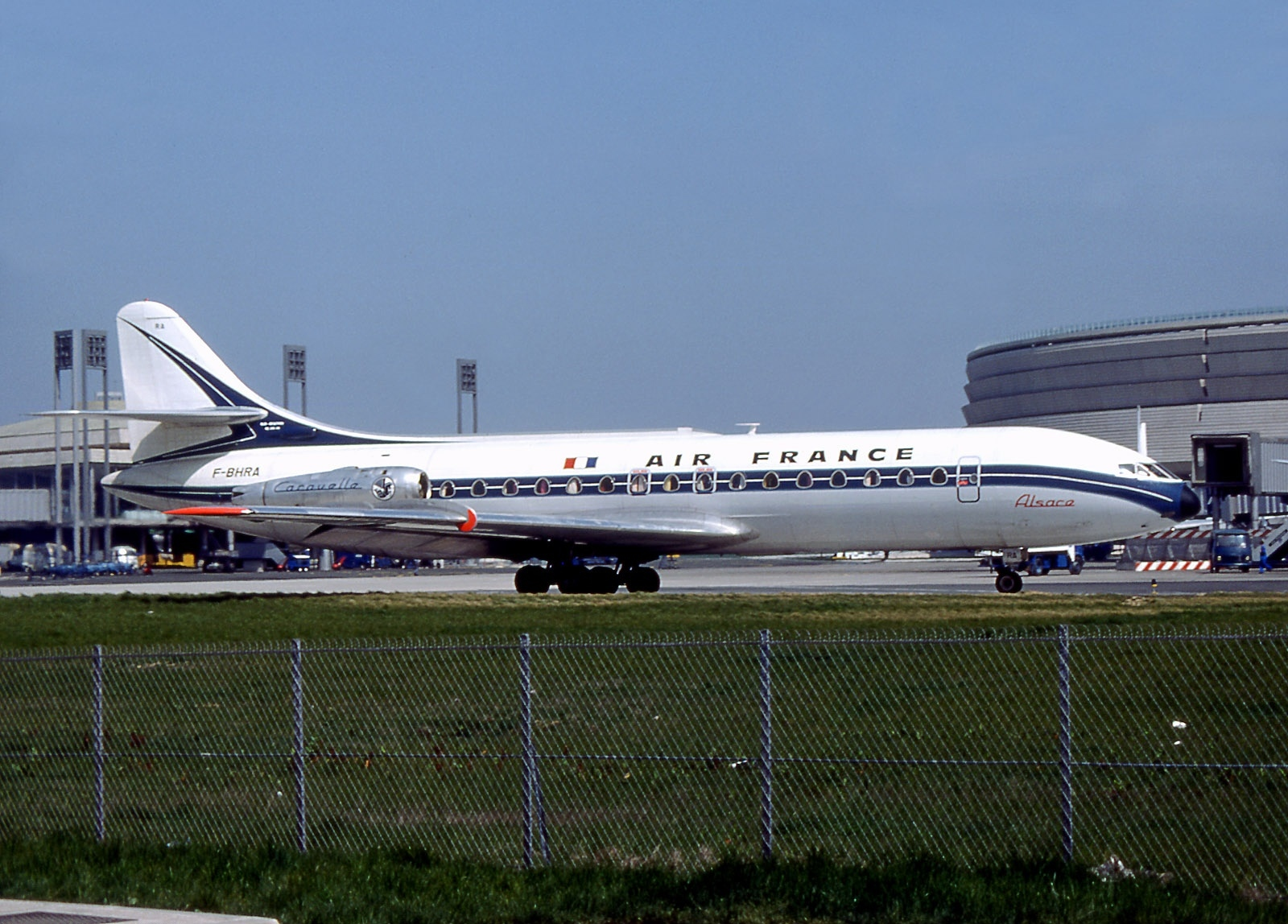
Un Sud Aviation Caravelle.

Nel corso degli anni Air France ha operato con i seguenti modelli di aeromobili:

### Gli aerei

#### Airbus A380
Air France ha firmato come cliente di lancio per l'Airbus A380-800 "superjumbo" nel 2001. Aveva ordinato 12 Airbus A380-800, con opzioni su altri due. È stata la prima compagnia aerea in Europa a utilizzare l'A380, con in primo esemplare consegnato il 30 ottobre 2009; veniva utilizzato sulla rotta Parigi-New York. Tutti gli Airbus A380 di Air France partivano dall'hub internazionale della compagnia aerea presso l'aeroporto Charles de Gaulle nel Terminal 2E. Nel 2018, il presidente e CEO di Air France-KLM, Benjamin Smith, ha annunciato che la compagnia aerea avrebbe ritirato il 50% della flotta di Airbus A380 entro il 2021 a causa di costi elevati, della scarsa efficienza e del maggiore ricavo degli Airbus A350-900 e Boeing 787 Dreamliner.
Il 23 giugno 2019, Air France-KLM ha iniziato a prendere in considerazione la dismissione di tutti i suoi Airbus A380 prima del previsto a causa delle preoccupazioni per gli investimenti per l'adeguamento della cabina.
Nell'agosto 2019, Air France-KLM ha rivisto i piani di pensionamento sull'Airbus A380 e ha annunciato che l'intera flotta di Airbus A380 sarebbe stata ritirata entro il 2022. Ciò ha portato Air France-KLM a eliminare tutti i quad-jet dalla propria flotta entro il 2022 con il ad eccezione dei Boeing 747-400ERF di KLM Cargo operati da Martinair. Il 2 gennaio 2020, Air France ha ritirato il suo primo A380. A causa della pandemia di COVID-19, Air France-KLM ha ritirato i suoi nove A380 rimanenti prima del maggio 2020 invece che nel 2022. Il 26 giugno 2020 è stato operato il volo d'addio con un tour sopra la Francia.

#### Boeing 747
La compagnia aerea iniziò a operare il 747 il 3 giugno 1970, quando fu messo in servizio un 747-100 che era stato consegnato il 20 marzo di quell'anno. Continuò a operare le varianti -200, -300 e -400. Nel gennaio 2016, Air France ha ritirato il suo ultimo Boeing 747-400. Sono stati sostituiti dagli Airbus A380 e dai Boeing 777-300ER. Le versioni cargo sono state sostituite dai Boeing 777F.

#### Concorde
Gli ultimi cinque Concorde dell'Air France sono stati ritirati il 31 maggio 2003, a causa della domanda insufficiente a seguito dell'incidente del 25 luglio 2000 a Gonesse (vicino all'aeroporto Charles de Gaulle), nonché dei maggiori costi di carburante e manutenzione. British Airways ha effettuato il suo ultimo servizio Concorde il 24 ottobre 2003. Il Concorde F-BVFA è stato trasferito allo Steven F. Udvar-Hazy Center dell'aeroporto Internazionale di Washington Dulles. F-BVFB fu dato allo Sinsheim Auto & Technik Museum in Germania, F-BTSD al Musée de l'Air et de l'Espace dell'aeroporto Le Bourget di Parigi, mentre F-BVFC tornò al suo luogo di produzione a Tolosa, presso la fabbrica Airbus. F-BVFF è l'unico esemplare a rimanere all'aeroporto Charles de Gaulle.

## Incidenti
- Il 9 maggio 1934, un Wibault 280 precipitò nel canale della manica. Le vittime furono sei.
- Il 27 ottobre 1949, il volo Air France 009, un Lockheed Constellation L-749A, si schiantò contro una montagna dell'isola, a causa di un errore di navigazione durante la fase di avvicinamento a vista.[92]
- Il 12 e 14 giugno 1950, due Douglas DC-4 precipitarono per cause simili durante l'avvicinamento in Bahrein.[93][94]
- Il 3 agosto 1953, il volo Air France 152, un Lockheed Constellation, precipitò dopo un guasto meccanico.[95]
- Il 1º settembre 1953, il volo Air France 178, un Lockheed L-049 Constellation, precipitò sul monte francese Cimet durante il volo sulla tratta Parigi-Nizza.[96]
- Il 10 maggio 1961, il volo Air France 406, un Lockheed Constellation, precipitò dopo l'esplosione di un ordigno nei cieli dell'Algeria.[97]
- Il 12 settembre 1961, il volo Air France 2005, un Sud Aviation Caravelle, precipitò in Marocco.[98]
- Il 3 giugno 1962, il volo Air France 007, un Boeing 707, si schiantò dopo che i piloti avevano abortito il decollo per un'avaria meccanica allo stabilizzatore. Dei 132 a bordo, solo due assistenti di volo sopravvissero.[99]
- Il 22 giugno 1962, il volo Air France 117, un Boeing 707, si schiantò su una collina a Dos D'Ane, 25 chilometri a Ovest-Nord-Ovest di Pointe-à-Pitre, durante l'avvicinamento all'isola di Guadalupa. Tutti i 113 a bordo perirono nello schianto.[100]
- Il 5 marzo 1968, il volo Air France 212, un Boeing 707, si schiantò contro una collina a Nord dell'isola di Guadalupa, durante l'avvicinamento allo stesso aeroporto. Meno di due anni dopo, nel dicembre del 1969, il volo Air France 212, che percorreva la stessa rotta di quello precipitato nel 1968, si inabissò nell'Oceano Atlantico pochi minuti dopo il decollo da Caracas.[101]
- L'11 settembre 1968, il volo Air France 1611, un Sud Aviation Caravelle, precipitò nel sud della Francia dopo un incendio a bordo.[102]
- Il 3 dicembre 1969, il volo Air France 212, un Boeing 707, precipitò nell'Oceano Atlantico al largo di Caracas poco dopo il decollo dall'aeroporto Internazionale Simón Bolívar. Tutti i 62 a bordo persero la vita.[103]
- Il 27 dicembre 1987, il volo Air France 1919, un Embraer EMB 120, precipitò durante l'avvicinamento a Bordeaux. Le vittime furono 16.[104]
- Il 26 giugno 1988, il volo Air France 296, un Airbus A320, partecipando a un air-show, avrebbe dovuto sorvolare l'aeroporto di Mulhouse-Habsheim a un'altitudine di circa 100 piedi (30 m) a bassa velocità e con il carrello d'atterraggio abbassato; invece, l'aereo in violazione dell'altezza minima consentita e del piano di volo, effettuò il passaggio a un'altitudine di appena 33 piedi (10 m) andando a impattare contro le cime degli alberi presenti a fine pista, causando la morte di tre passeggeri durante la fase di evacuazione.[105]
- Il 26 dicembre 1994, il volo Air France 8969, un Airbus A300, fu dirottato da 4 terroristi del Gruppo Islamico Armato (GIA) ad Algeri, luogo in cui furono uccisi 3 passeggeri. Quando l'aereo raggiunse Marsiglia, il GIGN, il gruppo di intervento della Gendarmerie nationale fece irruzione nell'aereo uccidendo i dirottatori. I terroristi avevano intenzione di schiantarsi sulla Torre Eiffel.[106]
- Il 20 aprile 1998, il volo Air France 422, un Boeing 727-200 che copriva l'ultima tratta di un collegamento aereo tra Parigi e la capitale ecuadoriana Quito, operato da TAME per conto di Air France, si schiantò nelle vicinanze di Bogotà a causa della scarsa visibilità dopo il decollo dall'aeroporto internazionale El Dorado, uccidendo tutte le 53 persone a bordo.[107]
- Il 25 luglio 2000, il volo Air France 4590, un Concorde, precipitò poco dopo il decollo dopo aver impattato con un detrito lasciato sulla pista da un DC-10 decollato minuti prima. L'impatto con il pezzo metallico causò un incendio al serbatoio dell'ala sinistra che rese l'aereo incontrollabile; questo si schiantò contro un hotel. Le vittime furono 113.[108]
- Il 22 giugno 2003, il volo Air France 5672, un Bombardier CRJ100ER, precipitò durante l'avvicinamento a Brest.[109]
- Il 2 agosto 2005, il volo Air France 358, un Airbus A340-300, uscì di pista durante l'atterraggio a Toronto per errori dei piloti. Non ci furono vittime, ma l'aereo venne consumato dall'incendio che si sviluppò in seguito.[110]
- Il 1º giugno 2009, il volo Air France 447, un Airbus A330-200 in rotta tra Rio de Janeiro e Parigi, scomparve dai radar mentre si trovava sopra l'Oceano Atlantico; l'aereo era precipitato causando la morte di tutte le 228 persone che portava a bordo, di cui 216 passeggeri, 3 piloti e 9 assistenti di volo. La zona dell'oceano in cui si verificò l'incidente è situata a circa metà percorso tra l'Africa e l'America meridionale. L'incidente era avvenuto a causa del ghiaccio formatosi nei tubi di Pitot che, di conseguenza, portò ad indicazioni errate riguardanti la velocità disorientando così l'equipaggio.[111]
- Il 30 settembre 2017, il volo Air France 66, un Airbus A380, subì un guasto distruttivo ad uno dei quattro motori e dovette effettuare un atterraggio di emergenza alla base aerea di Goose Bay, in Canada. L'incidente si era verificato mentre il velivolo si trovava a 150 km a sud-est di Paamiut, in Groenlandia.[112]

Secondo l'Air Safety Network, Air France è stata vittima di 11 dirottamenti aerei:
- 1973, 18 ottobre: Marsiglia (Volo Parigi - Nizza)
- 1976, 27 giugno: Bengasi-Entebbe (Operazione Entebbe, Volo Air France 139 Atene - Parigi)
- 1976, 28 agosto: Ho Chi Minh (Volo Ho Chi Minh - Bangkok)
- 1977, 12 agosto: Bari (Volo Nizza - Il Cairo)
- 1983, 27 agosto: Teheran (Volo Vienna - Parigi)
- 1984, 7 marzo: Ginevra (Volo Francoforte - Parigi)
- 1984, 31 luglio: Teheran (Volo Francoforte - Parigi)
- 1989, 23 agosto: Algeri (Volo Parigi - Algeri)
- 1993, 10 dicembre: Nizza (Volo Air France 2306 Parigi - Nizza)
- 1994, 26 dicembre: Marsiglia (Volo Air France 8969 Algeri - Parigi)
- 1999, 2 marzo: Parigi (Volo Air France 5029 Marsiglia - Parigi)